# 10 kwietnia
10 kwietnia jest 100. (w latach przestępnych 101.) dniem w kalendarzu gregoriańskim. Do końca roku pozostaje 265 dni.

## Święta
- Imieniny obchodzą: Afrykan, Antoni, Apoloniusz, Daniel, Ezechiel, Fulbert, Grodzisław, Henryk, Magdalena, Makary, Małgorzata, Marek, Michał, Notger, Paladiusz, Pompejusz i Terencjusz.
- Wspomnienia i święta w Kościele katolickim obchodzą[1][2]:
  - św. Fulbert z Chartres (biskup)
  - św. Magdalena z Canossy (zakonnica)
  - bł. Marek Fantuzzi z Bolonii (franciszkanin)[3]
  - św. Michał de Sanctis (zakonnik)
  - św. Palladiusz z Auxerre (biskup)

## Wydarzenia w Polsce

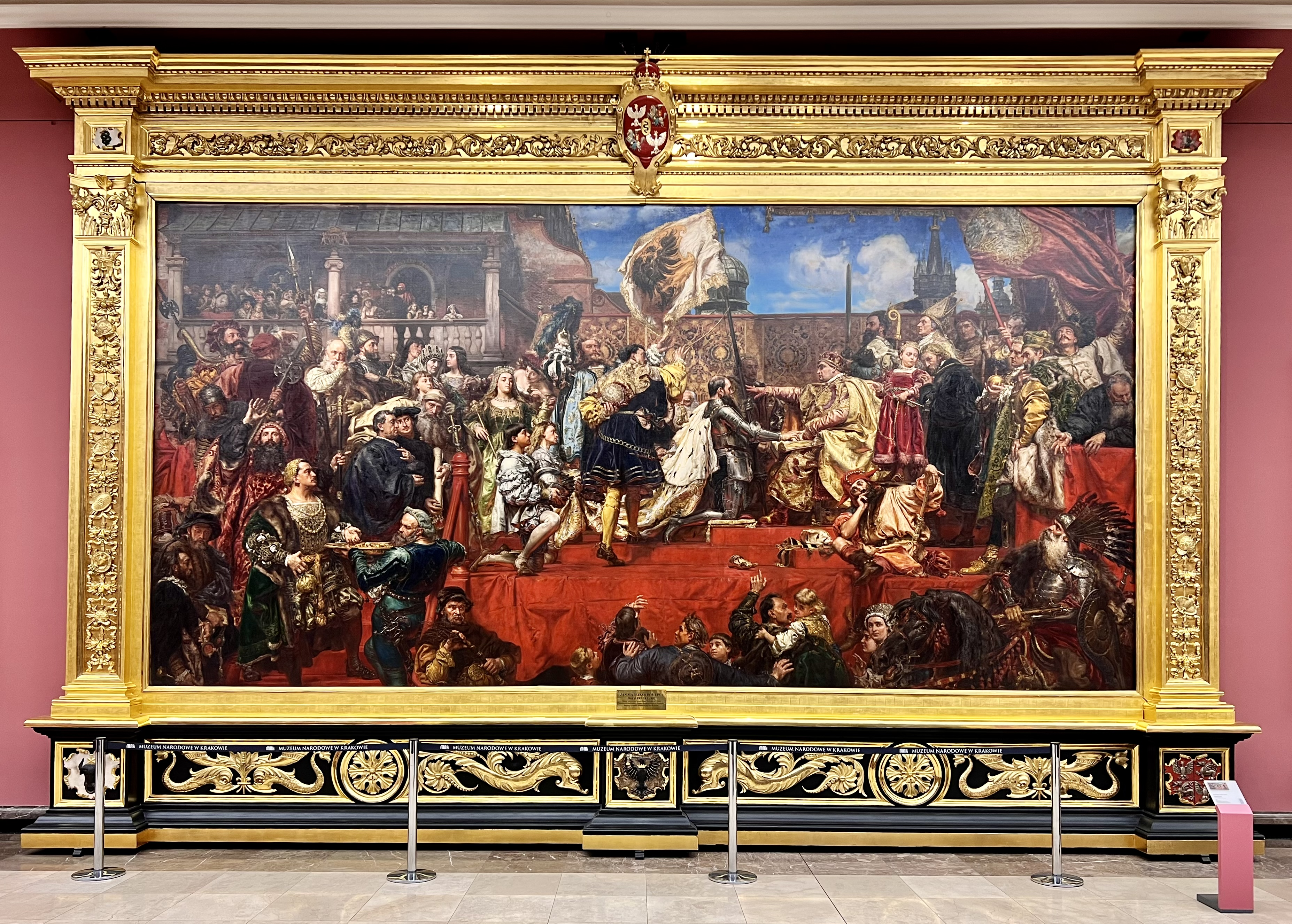
Hołd pruski (1525) na obrazie Jana Matejki

- 1246 – Elbląg uzyskał prawa miejskie.
- 1520 – Wojna pruska: wspierający Polskę gdańszczanie podjęli próbę zablokowania Cieśniny Piławskiej, przez którą mogłyby dotrzeć do zakonu posiłki z Rzeszy lub Danii. Operacja polegająca na zatopieniu w cieśninie obciążonych kamieniami statków się jednak nie powiodła. Część jednostek zatonęła przed planowanym miejscem zatopienia, a 7 dalszych zatopili krzyżacy, używając dział ustawionych na brzegu Mierzei Wiślanej.
- 1525 – Książę pruski Albrecht Hohenzollern złożył na Rynku krakowskim hołd lenny królowi Zygmuntowi I Staremu.
- 1580 – Kanclerz wielki koronny Jan Zamoyski wydał w Jarosławcu przywilej lokacyjny dla Zamościa, nowo powstającego miasta w swoich dobrach.
- 1741 – Wojna o sukcesję austriacką: zwycięstwo wojsk pruskich nad austriackimi w bitwie pod Małujowicami.
- 1762 – Szkłów otrzymał herb.
- 1782 – Król Stanisław August Poniatowski powołał Komisję Kruszcową.
- 1794 – Dywizja wielkopolska ppłka Jana Grochowskiego przyłączyła się do insurekcji kościuszkowskiej.
- 1795 – Pożar strawił doszczętnie zabudowę Stopnicy koło Buska-Zdroju.
- 1814 – VI koalicja antyfrancuska: po rocznym oblężeniu przez wojska prusko-rosyjskie skapitulował francuski garnizon w twierdzy Głogów.
- 1831 – Powstanie listopadowe: zwycięstwa powstańców w bitwach pod Iganiami i pod Domanicami.
- 1863 – Powstanie styczniowe: pod Broszęcinem został zaatakowany z zasadzki i rozbity nieliczny oddział jazdy płka Teodora Cieszkowskiego, który ciężko ranny został dobity przez Rosjan.
- 1897 – W Jeleniej Górze uruchomiono komunikację tramwajową.
- 1910 – Otwarto Muzeum Narodowe Ziemi Przemyskiej w Przemyślu.
- 1919 – Okupowane przez Niemców od września 1915 roku Grodno zostało przejęte przez polskie władze administracyjne.
- 1921 – Marszałek Józef Piłsudski odznaczył miasto Płock Krzyżem Walecznych za bohaterską obronę podczas wojny polsko-bolszewickiej.
- 1930 – Premiera filmu wojennego Gwiaździsta eskadra w reżyserii Leonarda Buczkowskiego.
- 1935 – Oblatano prototyp samolotu Lublin R-XX.
- 1939 – Założono klub sportowy Stal Mielec.
- 1944 – Rudolf Vrba i Alfred Wetzler uciekli z KL Auschwitz na rodzinną Słowację. Ich sprawozdanie z pobytu w obozie trafiło na Zachód, gdzie zostało nagłośnione przez media.
- 1968:
  - W czołowym zderzeniu pociągów koło Ząbrowa na trasie Malbork-Iława zginęły obie drużyny z parowozów, konwojent i 2 hamulcowych jadących w brankardzie.
  - W odpowiedzi na interpelację Koła Poselskiego „Znak” w sprawie wydarzeń marcowych, premier Józef Cyrankiewicz wygłosił w Sejmie demagogiczną mowę potępiającą uczestników protestów społecznych.
- 1972 – Gen. Stanisław Skalski, najlepszy polski as myśliwski z okresu II wojny światowej, został na własną prośbę przeniesiony do rezerwy.
- 1974 – Sejm PRL przyjął ustawę o dowodach osobistych i ewidencji ludności.
- 1977 – Premiera filmu psychologicznego Pani Bovary to ja w reżyserii Zbigniewa Kamińskiego.
- 1986 – Sejm PRL przyjął ustawę Prawo atomowe.
- 1991 – W pierwszym meczu półfinałowym Pucharu Zdobywców Pucharów Legia Warszawa przegrała z Manchesterem United 1:3.
- 1996 – Wystartował kanał telewizyjny Eurosport Polska.
- 1997 – Sejm RP przyjął ustawę Prawo energetyczne.
- 1999 – W Łodzi została odsłonięta Ławeczka Tuwima.
- 2003 – Sejm RP przyjął specustawę drogową.
- 2010 – Po śmierci prezydenta RP Lecha Kaczyńskiego w katastrofie w Smoleńsku p.o. prezydenta został marszałek Sejmu Bronisław Komorowski, który ogłosił żałobę narodową.
- 2018 – Na placu Piłsudskiego w Warszawie odsłonięto Pomnik Ofiar Tragedii Smoleńskiej 2010 roku oraz wmurowano kamień węgielny pod pomnik Lecha Kaczyńskiego.

## Wydarzenia na świecie
- 428 – Nestoriusz został patriarchą Konstantynopola.
- 847 – Leon IV został papieżem.
- 879 – Ludwik III został królem zachodniofrankijskim.
- 1191 – Savona w północnych Włoszech uzyskała status wolnego miasta.
- 1496 – Poświęcono kościół św. Tomasza w Lipsku.
- 1500 – II wojna włoska: po ponownym opanowaniu Księstwa Mediolanu Francuzi wzięli do niewoli księcia Ludwika Sforzę.
- 1502 – W Stendal elektor Brandenburgii Joachim I Nestor ożenił się z księżniczką duńską Elżbietą, a jego siostra Anna wyszła za mąż za wuja Elżbiety i późniejszego króla Danii i Norwegii Fryderyka Oldenburga.
- 1521 – Beja w Portugalii uzyskała prawa miejskie.
- 1525 – Regent-senior Monako Augustyn Grimaldi ratyfikował traktat z Burgos z poprzedniego roku ze cesarzem rzymskim i królem hiszpańskim Karolem V Habsburgiem, na mocy którego Monako dostało się pod zwierzchnictwo Hiszpanii do roku 1641.
- 1529 – I wojna austriacko-turecka: olbrzymia armia turecka pod wodzą sułtana Sulejmana Wspaniałego wyruszyła z Konstantynopola w kierunku Wiednia, który obległa 27 września.
- 1550 – Z Sewilli w kierunku Ameryki Południowej wypłynęły trzy statki z 80 kobietami, które miały zostać żonami konkwistadorów.
- 1605 – Odbyła się koronacja papieska Leona XI.
- 1631 – Francesco Erizzo został dożą Wenecji.
- 1633 – W Londynie po raz pierwszy pojawiły się w sprzedaży banany.
- 1710 – W Wielkiej Brytanii uchwalono pierwszą na świecie ustawę o prawie autorskim.
- 1765 – Rozpoczęto budowę obecnej katedry św. Teresy z Ávili w chorwackim Bjelovarze.
- 1796 – Rozpoczęła się kampania włoska Napoleona Bonapartego.
- 1797 – Poseł William Fullarton użył po raz pierwszy określenia „bankokracja”, komentując nim monopol Banku Anglii na rynkach finansowych Imperium Brytyjskiego.
- 1800 – W stoczni w Nowym Jorku zwodowano fregatę USS „President”.
- 1809 – V koalicja antyfrancuska: wojska austriackie przekroczyły rzekę Inn i zaatakowały sprzymierzoną z Francją Bawarię.
- 1814 – Wojna na Półwyspie Iberyjskim: zwycięstwo wojsk brytyjsko-hiszpańsko-portugalskich nad francuskimi w bitwie pod Tuluzą.
- 1815 – Erupcja indonezyjskiego wulkanu Tambora, jedna z najpotężniejszych spośród zanotowanych w czasach nowożytnych, która w 1816 spowodowała rok bez lata i klęskę głodu na półkuli północnej.
- 1819 – Giovanni Ferretti (późniejszy papież Pius IX) otrzymał święcenia kapłańskie.
- 1821 – Eugeniusz II został ekumenicznym patriarchą Konstantynopola.
- 1826 – Wojna o niepodległość Grecji: wojska turecko-egipskie zdobyły po rocznym oblężeniu miasto Missolungi.
- 1827 – George Canning został premierem Wielkiej Brytanii.
- 1840 – W Paryżu odbyła się premiera francuskiej wersji opery Poliuto z muzyką Gaetana Donizettiego i librettem Salvatore Cammarano.
- 1845 – W Pittsburghu w stanie Pensylwania spłonęło ponad tysiąc budynków.
- 1849 – Amerykanin Walter Hunt opatentował agrafkę.
- 1851 – Léon Faucher został premierem Francji.
- 1861 – Założono Massachusetts Institute of Technology w Cambridge pod Bostonem.
- 1863 – Wojna secesyjna: zwycięstwo wojsk Unii w I bitwie pod Franklin.
- 1864 – Maksymilian I Habsburg został cesarzem Meksyku.
- 1866:
  - Cesarz Meksyku Meksymilian I ustanowił Order Świętego Karola.
  - Założono Amerykańskie Towarzystwo Zapobiegania Okrucieństwu wobec Zwierząt (ASPCA).
- 1872 – Francuski astronom Alphonse Borrelly odkrył planetoidę (120) Lachesis.
- 1875:
  - W Japonii ustanowiono Order Wschodzącego Słońca.
  - W kanadyjskiej prowincji Alberta założono Fort Calgary (od 1894 roku miasto Calgary).
- 1896 – Grek Spiridon Luis wygrał bieg maratoński podczas I Letnich Igrzysk Olimpijskich w Atenach.
- 1897 – Założono sekcję piłkarską włoskiego klubu sportowego Genoa CFC.
- 1899 – W Dżakarcie wyjechały na trasę pierwsze tramwaje elektryczne.
- 1900 – Założono chilijski klub piłkarski Santiago National.
- 1902 – W Belgii rozpoczął się 10-dniowy strajk generalny.
- 1904 – Brytyjski okultysta i mistyk Aleister Crowley napisał trzecią i ostatnią część księgi Liber AL vel Legis, głównego tekstu filozoficznego-magicznego nurtu Thelema.
- 1905 – W Manili wyjechały na trasę pierwsze tramwaje elektryczne.
- 1909 – Kazimierz Prószyński uzyskał we Francji patent na aeroskop – pierwszą na świecie ręczną kamerę filmową, napędzaną sprężonym powietrzem.
- 1910 – Dokonano oblotu niemiecko-austriackiego samolotu Etrich II Taube.
- 1912 – RMS „Titanic” wypłynął z Southampton do Nowego Jorku w swój jedyny rejs.
- 1913 – Założono klub piłkarski Sławia Sofia.
- 1915:
  - Ukazało się pierwsze wydanie amerykańskiego czasopisma poświęconego tematyce filmowej „Picture Play”.
  - W ratuszu w szwajcarskiej Lozannie podpisano dokumenty o przeniesieniu tam z Paryża siedziby MKOl i ustanowieniu dla niego zaplecza archiwalnego.
- 1917:
  - I wojna światowa: na kanale La Manche brytyjski statek szpitalny HMHS „Salta” wszedł na niemiecką minę i zatonął, w wyniku czego zginęło 130 z 205 osób na pokładzie. Również po wejściu na minę zatonął brytyjski okręt patrolowy, który przybył na ratunek ocalałym, tracąc 19 z 59 członków załogi.
  - W wyniku eksplozji w fabryce amunicji pod Chester w Pensylwanii zginęły 133 osoby.
- 1919 – Przywódca chłopskiej partyzantki w Meksyku Emiliano Zapata zginął w zasadzce w stanie Morelos.
- 1924 – Została ustanowiona flaga stanowa Arkansas.
- 1925:
  - Carycyn został przemianowany na Stalingrad.
  - Ukazała się powieść Wielki Gatsby Francisa Scotta Fitzgeralda.
- 1926 – Założono norweski klub piłkarski Bryne FK.
- 1932:
  - Paul von Hindenburg został wybrany ponownie prezydentem Niemiec, pokonując w II turze Adolfa Hitlera.
  - W Moskwie podpisano polsko-radziecką umowę „O stosunkach prawnych na granicy państwowej”.
- 1933 – Na polecenie Hermana Göringa powstała agencja wywiadowcza Forschungsamt (FA).
- 1937:
  - Założono francuski klub piłkarski Nîmes Olympique.
  - Zwodowano holenderski transatlantyk „Nieuw Amsterdam”.
- 1938:
  - W Rzeszy Niemieckiej i Austrii odbył się plebiscyt dotyczący połączenia obu krajów.
  - Édouard Daladier został po raz trzeci premierem Francji.
- 1940:
  - Islandia zerwała unię z Danią po zajęciu jej przez Niemców.
  - Kampania norweska: taktyczne zwycięstwo floty brytyjskiej w I bitwie morskiej pod Narwikiem; brytyjski okręt podwodny HMS „Thistle” został zatopiony przez niemiecką jednostkę tej samej klasy U-4, w wyniku czego zginęła cała, 53-osowa załoga
- 1941 – Utworzono Niezależne Państwo Chorwackie.
- 1942:
  - Wojna na Pacyfiku: rozpoczął się Bataański Marsz Śmierci – przemarsz amerykańskich i filipińskich jeńców wojennych z półwyspu Bataan do japońskiego obozu jenieckiego w O’Donnell na filipińskiej wyspie Luzon. Spośród początkowych 76 tys. do celu dotarło jedynie 54 tys. jeńców.
  - Zakończył się rajd japoński na Ocean Indyjski.
- 1943 – Organizacja Specjalnych Akcji Bojowych AK dokonała zamachu bombowego na Dworcu Głównym w Berlinie, w wyniku którego zginęło 14 osób, a 60 zostało rannych.
- 1944 – Front wschodni: wojska radzieckie wyzwoliły Odessę.
- 1945:
  - Bitwa o Atlantyk: na południowy zachód od Irlandii został zatopiony bombami głębinowymi przez korwetę HMS „Tintagel Castle” i niszczyciel HMS „Vanquisher” niemiecki okręt podwodny U-878 wraz z całą, 51-osobową załogą.
  - Front zachodni: około 900 osób zginęło w wyniku alianckiego nalotu bombowego na Plauen w Saksonii.
- 1946:
  - W Japonii odbyły się pierwsze od 1932 roku wielopartyjne wybory parlamentarne.
  - Założono marokański klub piłkarski FUS Rabat.
- 1947 – W Oksfordzie rozpoczął się kongres założycielski Międzynarodówki Liberalnej.
- 1948 – Przed Międzynarodowym Trybunałem Wojskowym w Norymberdze zakończył się proces Einsatzgruppen.
- 1953 – Szwed Dag Hammarskjöld został sekretarzem generalnym ONZ.
- 1957:
  - Premiera filmu Dwunastu Gniewnych Ludzi w reżyserii Sidneya Lumeta.
  - W katastrofie brazylijskiego samolotu Douglas DC-3 na wyspie Anchieta niedaleko São Paulo zginęło 26 z 30 osób na pokładzie.
- 1959 – Przyszły cesarz Japonii Akihito poślubił Michiko Shōdę.
- 1963 – Na Atlantyku zatonął atomowy okręt podwodny USS „Thresher”, w wyniku czego zginęło 129 członków załogi.
- 1964:
  - Japońska wyprawa dokonała pierwszego wejścia na siedmiotysięcznik Gyachung Kang w Himalajach.
  - Na Zatoce Perskiej zatonął płynący do Kuwejtu statek z irańskimi nielegalnymi imigrantami, w wyniku czego zginęło 113 osób.
- 1965 – 54 osoby zginęły w katastrofie jordańskiego samolotu pasażerskiego pod Damaszkiem w Syrii.
- 1967 – Odbyła się 39. ceremonia wręczenia Oscarów.
- 1968:
  - Jacobus Johannes Fouché został prezydentem RPA.
  - Odbyła się 40. ceremonia wręczenia Oscarów.
  - W porcie w Wellington na Nowej Zelandii zatonął po uderzeniu w skały podczas cyklonu prom pasażerski „Wahine”. Spośród 733 osób znajdujących się na pokładzie zginęły 53.
- 1970 – Oficjalnie rozwiązano zespół The Beatles.
- 1971 – Do Chin w ramach tzw. dyplomacji pingpongowej przybył amerykański zespół tenisa stołowego.
- 1972:
  - 15 wspinaczy zginęło w wyniku zejścia lawiny na ośmiotysięczniku Manaslu w Himalajach.
  - Odbyła się 44. ceremonia wręczenia Oscarów.
  - Podpisano Konwencję o broni biologicznej.
  - W wyniku trzęsienia ziemi o sile 7,1 stopnia w skali Richtera w południowym Iranie zginęło ponad 5 tys. osób.
- 1973 – 108 osób zginęło pod Hochwaldem w Szwajcarii w katastrofie brytyjskiego samolotu pasażerskiego Vickers Vanguard 952.
- 1977 – 35 osób zginęło w katastrofie kolumbijskiego samolotu Douglas DC-3 pod Bogotą.
- 1979:
  - 42 osoby zginęły w wyniku przejścia tornada nad miastem Wichita Falls w Teksasie.
  - Palestyńscy terroryści zdetonowali bombę podłożoną na targowisku Karmel w Tel Awiwie. Zginęła 1 osoba, a 36 zostało rannych.
  - Wojna ugandyjsko-tanzańska: skapitulowała stolica Ugandy Kampala. Obalony prezydent Idi Amin uciekł do Libii.
  - Został wystrzelony statek kosmiczny Sojuz 33 z pierwszym bułgarskim kosmonautą Georgi Iwanowem na pokładzie.
- 1981:
  - Dokonano oblotu włoskiego samolotu szkolno-treningowego i lekkiego samolotu szturmowego Aermacchi S-211.
  - Premiera amerykańskiego horroru Skowyt w reżyserii Joe Dantego.
- 1984 – Sandro Mariátegui został premierem Peru.
- 1988 – W Japonii otwarto Wielki Most Seto łączący wyspy Honsiu i Sikoku.
- 1991:
  - 140 osób zginęło w pożarze promu pasażerskiego „Moby Prince”, który wybuchł po zderzeniu z tankowcem we włoskim porcie Livorno.
  - Zakończono produkcję Wartburga i Barkasa.
- 1992:
  - 3 osoby zginęły, a 91 zostało rannych w zamachu bombowym na budynek Baltic Exchange w City of London przeprowadzonym przez Tymczasową IRA.
  - Wojska azerskie dokonały masakry 145 Ormian we wsi Maraghar w Górskim Karabachu.
- 1993 – Polski emigrant Janusz Waluś zastrzelił na przedmieściach Boksburga czarnoskórego przywódcę południowoafrykańskich komunistów Chrisa Haniego.
- 1998 – Wielka Brytania i Irlandia zawarły tzw. Porozumienie wielkopiątkowe.
- 1999 – Przed swym domem w Teheranie zginął w zamachu zorganizowanym przez Ludowych Mudżahedinów były dowódca irańskich wojsk lądowych, gen. Ali Sajjad Szirazi.
- 2000 – W stolicy Gambii Bandżulu siły bezpieczeństwa otworzyły ogień do demonstrujących studentów, zabijając 14 osób.
- 2003:
  - Air France i British Airways ogłosiły wycofanie ze służby samolotów Concorde do końca roku.
  - Doszło do awarii w elektrowni jądrowej w Paks na Węgrzech.
  - W Estonii utworzono rząd Juhana Partsa.
- 2006 – Lewicowa koalicja wygrała wybory parlamentarne we Włoszech.
- 2007:
  - Prezydent USA George W. Bush podpisał ustawę dotyczącą rozszerzenia NATO o Albanię, Chorwację, Macedonię, Gruzję i Ukrainę.
  - Zapadły pierwsze wyroki wobec oskarżonych w sprawie masakry w Srebrenicy.
- 2008:
  - Parlament Słowacji ratyfikował Traktat lizboński.
  - W Nepalu odbyły się wybory parlamentarne.
- 2009:
  - Prezydent Fidżi Josefa Iloilo zawiesił konstytucję i przejął całkowitą władzę w kraju.
  - Zamachowiec-samobójca zaatakował posterunek kontrolny w irackim Mosulu, zabijając 5 żołnierzy amerykańskich i 2 irackich policjantów.

- 2010:

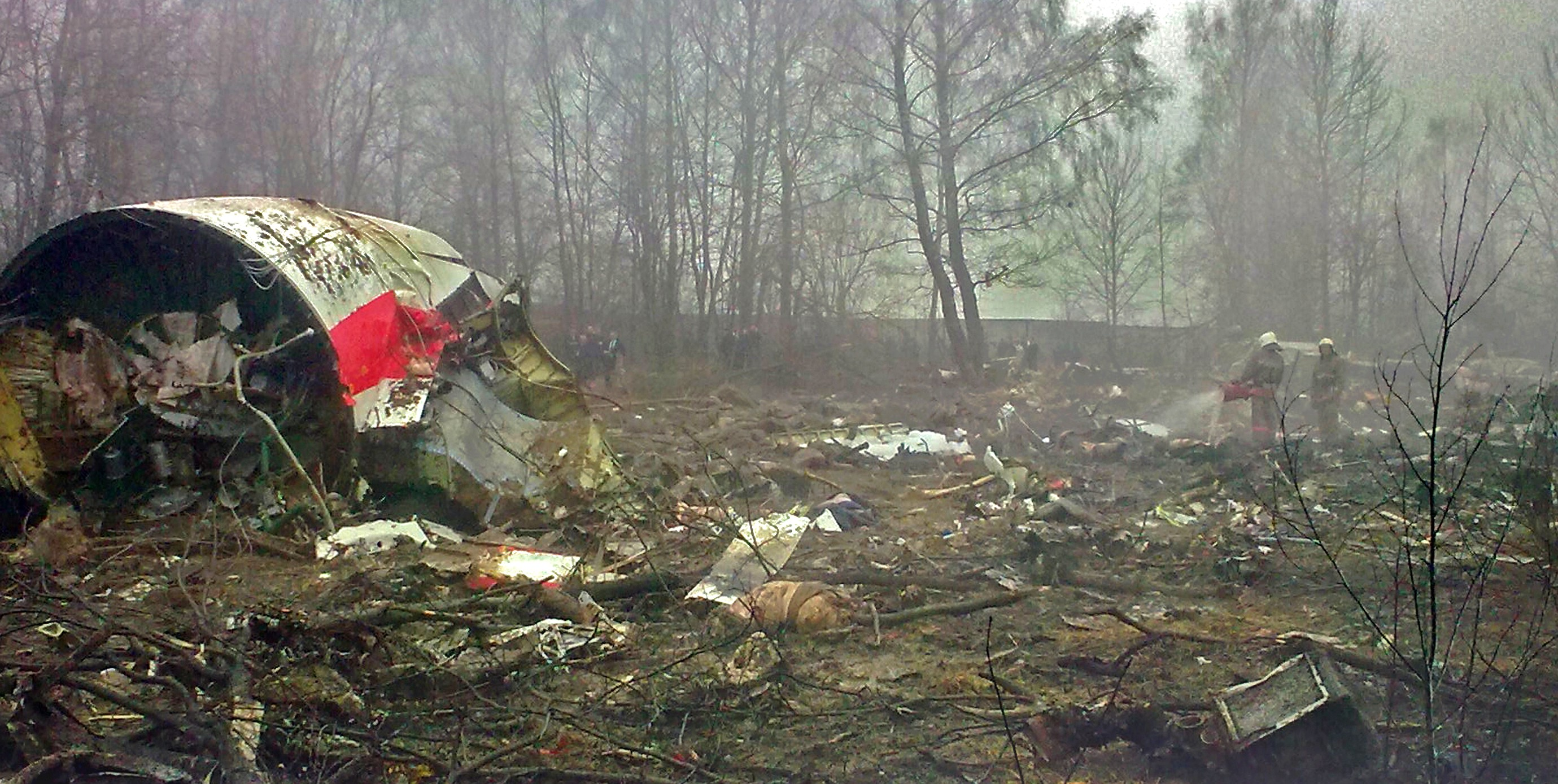
Katastrofa w Smoleńsku (2010)

  - Samolot Tu-154M z członkami delegacji państwowej na obchody 70. rocznicy zbrodni katyńskiej na czele z prezydentem RP Lechem Kaczyńskim, rozbił się podczas podchodzenia do lądowania na lotnisku w Smoleńsku. Zginęło wszystkich 96 osób na pokładzie.
  - W archikatedrze Świętych Wita, Wacława i Wojciecha w Pradze odbył się ingres arcybiskupa metropolity praskiego Dominika Duki.
  - W czasie protestów politycznych w Tajlandii zginęło 25 osób.
  - W zasypanym lawiną śmigłowcu Mi-8 z niemieckimi turystami na Kamczatce zginęło 10 z 18 osób na pokładzie.
- 2011 – W Peru odbyła się I tura wyborów prezydenckich. Do II tury przeszli: Ollanta Humala (późniejszy prezydent) i Keiko Fujimori.
- 2013 – Wojna domowa w Syrii: rozpoczęła się bitwa pod Al-Kusajr.
- 2014 – Ofensywa Państwa Islamskiego w Iraku: dżihadyści zajęli strategiczną hydroelektrownię na Eufracie pod Al-Falludżą, powodując powodzie.
- 2016:
  - Azali Assoumani wygrał w II turze wybory prezydenckie na Komorach.
  - W pożarze świątyni w Paravur w południowych Indiach zginęło 113 osób, a 350 odniosło obrażenia.
- 2017 – Abdoulaye Idrissa Maïga został premierem Mali.
- 2022 – We Francji odbyła się pierwsza tura wyborów prezydenckich. Do drugiej tury przeszli: ubiegający się o reelekcję Emmanuel Macron (27,84%) i Marine Le Pen (23,15%).

## Zdarzenia astronomiczne ieksploracja kosmosu
- 837 – Według obliczeń astronomów Kometa Halleya minęła Ziemię w najbliższej dotychczas odległości (około 5,8 mln km).
- 1985 – Amerykańska sonda kosmiczna Voyager 2 rozpoczęła fazę obserwacji Urana.
- 1993 – Japońska sonda Hiten rozbiła się o powierzchnię Księżyca.
- 2019 – Naukowcy z międzynarodowego programu Teleskop Horyzontu Zdarzeń (EHT) opublikowali pierwsze w historii zdjęcie czarnej dziury, znajdującej się w centrum galaktyki M87.

## Urodzili się
- 401 – Teodozjusz II, cesarz wschodniorzymski (zm. 450)
- 1270 – Haakon V Długonogi, król Norwegii (zm. 1319)
- 1480 – Filibert II Piękny, książę Sabaudii (zm. 1504)
- 1487 – Wilhelm I von Nassau-Dillenburg, hrabia Nassau (zm. 1559)
- 1492 – Vincenzo Tamagni, włoski malarz (zm. 1530)
- 1502 – Otto Henryk Wittelsbach, elektor Palatynatu Reńskiego (zm. 1559)
- 1512 – Jakub V Stuart, król Szkocji (zm. 1542)
- 1517 – Jan Bernard Bonifacio, włoski humanista, bibliofil, podróżnik (zm. 1597)
- 1525 – Franciszek Krasiński, polski duchowny katolicki, biskup krakowski (zm. 1577)
- 1579 – August II, książę Brunszwiku (zm. 1666)
- 1583 – Hugo Grocjusz, holenderski prawnik, filozof, dyplomata (zm. 1645)
- 1603 – Francesco Furini, włoski malarz (zm. 1646)
- 1612 – Lorenzo Brancati di Lauria, włoski kardynał (zm. 1693)
- 1633 – Werner Fabricius, niemiecki kompozytor, organista (zm. 1679)
- 1650 – Sebastiano Antonio Tanara, włoski kardynał (zm. 1724)
- 1651 – Ehrenfried Walther von Tschirnhaus, niemiecki filozof, matematyk, fizyk, technolog, wynalazca europejskiej porcelany (zm. 1708)
- 1656 – Johann Kasper von Bothmer, hanowerski i brytyjski polityk, dyplomata (zm. 1732)
- 1707 – Michel Corrette, francuski organista, kompozytor (zm. 1795)
- 1737 – George Leonard Staunton, brytyjski lekarz, dyplomata, podróżnik (zm. 1801)
- 1749 – Jiří Procháska, czeski anatom, okulista, fizjolog, pisarz, wykładowca akademicki (zm. 1820)
- 1750 – James Ogilvy, szkocki arystokrata, posiadacz ziemski (zm. 1811)
- 1755 – Samuel Hahnemann, niemiecki lekarz, twórca homeopatii (zm. 1843)
- 1762 – Giovanni Aldini, włoski fizyk, wykładowca akademicki (zm. 1834)
- 1769 – Jean Lannes, francuski dowódca wojskowy, marszałek Francji (zm. 1809)
- 1778 – William Hazlitt, brytyjski prozaik, eseista, krytyk literacki (zm. 1830)
- 1780 – Jean-Marie Léon Dufour, francuski lekarz, zoolog (zm. 1865)
- 1783 – Hortensja de Beauharnais, królowa Holandii (zm. 1837)
- 1789 – Amalia Luiza Arenberg, księżna bawarska (zm. 1823)
- 1794:
  - Matthew Perry, amerykański oficer marynarki wojennej (zm. 1858)
  - Edward Robinson, amerykański teolog protestancki, biblista, podróżnik (zm. 1863)
- 1796:
  - James Bowie, amerykański pionier, żołnierz (zm. 1836)
  - Wincenty Tomasz Tyszkiewicz, polski hrabia, działacz emigracyjny (zm. 1856)
- 1797 – Filipina Studzińska, polska zakonnica, magister farmacji (zm. 1877)
- 1803:
  - Adolf von Arnim-Boitzenburg, pruski polityk, premier Prus (zm. 1868)
  - Johann Jakob Kaup, niemiecki przyrodnik (zm. 1873)
- 1805 – Elizabeth Twining, brytyjska botanik, malarka, ilustratorka, działaczka społeczna (zm. 1889)
- 1806:
  - Juliette Drouet, francuska aktorka (zm. 1883)
  - Leonidas Polk, amerykański posiadacz ziemski, generał-porucznik konfederacki, biskup Kościoła Episkopalnego (zm. 1864)
- 1808:
  - William Annand, kanadyjski polityk, premier Nowej Szkocji (zm. 1887)
  - Wojciech Cybulski, polski językoznawca, polityk (zm. 1867)
  - Auguste Franchomme, francuski kompozytor, wiolonczelista (zm. 1884)
- 1810 – Franz Beckmann, niemiecki teolog katolicki, historyk (zm. 1868)
- 1817:
  - Konstantin Aksakow, rosyjski publicysta, krytyk literacki, historyk, językoznawca, poeta (zm. 1860)
  - Henryk Ludwik Plater, polski duchowny katolicki, biskup pomocniczy warszawski (zm. 1868)
- 1818 – Auguste Tardieu, francuski lekarz sądowy (zm. 1879)
- 1826 – Konstanty Borzęcki, polski powstaniec, turecki bohater narodowy (zm. 1876)
- 1827 – Lewis Wallace, amerykański generał, pisarz, polityk (zm. 1905)
- 1829 – William Booth, amerykański pastor metodystów, założyciel i generał Armii Zbawienia (zm. 1912)
- 1837 – Alfred Thompson Bricher, amerykański malarz (zm. 1908)
- 1838 – Frank Baldwin, amerykański wynalazca, konstruktor maszyn liczących (zm. 1925)
- 1844 – Maria Schininà, włoska zakonnica, błogosławiona (zm. 1910)
- 1847 – Joseph Pulitzer, amerykański wydawca, dziennikarz (zm. 1911)
- 1851 – Gennaro Granito Pignatelli di Belmonte, włoski kardynał, wysoki urzędnik Kurii Rzymskiej (zm. 1948)
- 1856 – William Abdullah Quilliam, brytyjski prawnik, pisarz (zm. 1932)
- 1857:
  - Lucien Lévy-Bruhl, francuski antropolog, historyk filozofii (zm. 1939)
  - Otto Serner, niemiecki malarz (zm. 1929)
  - Stanisław Wegner, polski publicysta, tłumacz, księgarz, finansista (zm. 1930)
- 1863 – Paul Louis Héroult, francuski metalurg, wynalazca, przemysłowiec (zm. 1914)
- 1864:
  - Eugen d’Albert, niemiecki kompozytor (zm. 1932)
  - Michael Mayr, austriacki polityk, kanclerz Austrii (zm. 1922)
- 1865 – Władysław Leopold Jaworski, polski prawnik, wykładowca akademicki, polityk (zm. 1930)
- 1866 – Konstancja Bednarzewska, polska aktorka (zm. 1940)
- 1868 – George Arliss, brytyjski aktor (zm. 1946)
- 1873 – Kyösti Kallio, fiński polityk, premier i prezydent Finlandii (zm. 1940)
- 1878 – Maksymos IV Saigh, syryjski duchowny katolicki Kościoła melchickiego, kardynał, patriarcha Antiochii (zm. 1967)
- 1879 – Przemysław Podgórski, polski działacz niepodległościowy, inżynier (zm. 1953)
- 1880:
  - Jan Dąbski, polski dziennikarz, działacz ludowy, polityk, wicemarszałek Sejmu RP (zm. 1931)
  - Józefina Moscardó Montalvá, hiszpańska działaczka Akcji Katolickiej, męczennica, błogosławiona (zm. 1936)
  - Nadir Szach, król Afganistanu (zm. 1933)
- 1886 – Leon Wetmański, polski duchowny katolicki, biskup pomocniczy płocki, błogosławiony (zm. 1941)
- 1887:
  - Bernardo Houssay, argentyński fizjolog, laureat Nagrody Nobla (zm. 1971)
  - Erkki Karu, fiński reżyser filmowy (zm. 1935)
  - Heinz Tiessen, niemiecki kompozytor (zm. 1971)
- 1890 – Jurko Otmarsztejn, ukraiński pułkownik pochodzenia szwedzkiego (zm. 1922)
- 1891:
  - Zienon Komissarienko, radziecki animator, reżyser filmów animowanych (zm. 1980)
  - Tim McCoy, amerykański aktor (zm. 1978)
- 1892:
  - Wacław Długosz, polski polityk, wicemarszałek Sejmu RP (zm. 1967)
  - Naoki Hoshino, japoński urzędnik państwowy, polityk, zbrodniarz wojenny (zm. 1978)
  - Cyril Seedhouse, brytyjski lekkoatleta, sprinter (zm. 1966)
  - Harry Segall, amerykański scenarzysta filmowy (zm. 1975)
  - Mimi Sodré, brazylijski piłkarz (zm. 1982)
- 1893:
  - Jerzy Płatowicz-Płachta, polski pułkownik dyplomowany piechoty (zm. 1939)
  - Franciszek Wiszniowski, polski nauczyciel, oficer AK, uczestnik powstania warszawskiego (zm. 1944)
- 1894:
  - Max Daume, niemiecki wysoki funkcjonariusz policji i SS Standartenführer, zbrodniarz nazistowski (zm. 1947)
  - Abdułła Kadiri, uzbecki pisarz (zm. 1938)
  - Sofja Sokołowska, radziecka dziennikarka, polityk (zm. 1938)
  - Alwin Thurm, niemiecki pilot wojskowy, as myśliwski (zm. 1917)
- 1895:
  - Jan Bratro, polski pułkownik piechoty (zm. 1951)
  - Jacob Erik Holm, duński prawnik, porucznik, polityk nazistowski, kolaborant (zm. 1949)
  - Wsiewołod Rożdiestwienski, rosyjski poeta (zm. 1977)
- 1896:
  - Małgorzata Banaś, polska nazaretanka, Służebnica Boża (zm. 1966)
  - Tadeusz Frenkiel-Niwieński, polski aktor, reżyser teatralny (zm. 1943)
  - Witold Rosołowski, polski oficer, kawaler Orderu Virtuti Militari (zm. 1943)
- 1897 – Eric Knight, amerykański pisarz pochodzenia brytyjskiego (zm. 1943)
- 1898:
  - Jacques Coutrot, francuski szpadzista, florecista (zm. 1965)
  - Mścisław (Skrypnyk), ukraiński żołnierz, polityk, poseł na Sejm RP, hierarcha Ukraińskiej Autokefalicznej Cerkwi Prawosławnej (zm. 1993)
- 1899:
  - Ewa Szelburg-Zarembina, polska pisarka, poetka, dramaturg (zm. 1986)
  - Friedrich Traugott Wahlen, szwajcarski polityk, prezydent Szwajcarii (zm. 1985)
- 1900:
  - Léonard Daghelinckx, belgijski kolarz torowy (zm. 1986)
  - Jean Duvieusart, belgijski polityk, premier Belgii (zm. 1977)
  - Ignatius Joseph Kasimo Hendrowahyono, indonezyjski polityk (zm. 1986)
- 1901:
  - George Dixon, amerykański rugbysta (zm. 1991)
  - Anna Kavan, brytyjska pisarka, malarka (zm. 1968)
  - Consuelo de Saint Exupéry, salwadorsko-francuska artystka, pisarka (zm. 1979)
- 1902:
  - Lili Darvas, węgierska aktorka pochodzenia żydowskiego (zm. 1974)
  - Leon Pieczyński, polski major piechoty (zm. 1990)
- 1903:
  - Aleksandr Afanasjew, radziecki polityk (zm. 1991)
  - Marjorie Best, amerykańska kostiumigrafka (zm. 1997)
- 1904:
  - Erik Andersen, duński szachista (zm. 1938)
  - Joachim Gottschalk, niemiecki aktor (zm. 1941)
  - Franciszek Petersile, polski aktor, kierownik produkcji (zm. 1982)
- 1905 – Harry Hylton-Foster, brytyjski prawnik, polityk (zm. 1965)
- 1906:
  - Bəsti Bağırova, azerska i radziecka polityk (zm. 1962)
  - Alfred Funkiewicz, polski architekt, artysta fotograf (zm. 1959)
  - Wacław Gabczyński, polski działacz komunistyczny, funkcjonariusz UB (zm. 1965)
  - Zeki Günel, turecki piłkarz (zm. ?)
- 1907:
  - Frederick Copleston, brytyjski jezuita, filozof (zm. 1994)
  - Germán Suárez Flamerich, wenezuelski polityk, tymczasowy prezydent Wenezueli (zm. 1990)
- 1908 – Wiktor Weintraub, polski krytyk i historyk literatury (zm. 1988)
- 1909 – Jakub Mestre Iborra, hiszpański kapucyn, męczennik, błogosławiony (zm. 1936)
- 1910:
  - Jewgienij Fiodorow, radziecki generał porucznik, geofizyk (zm. 1981)
  - Helenio Herrera, argentyński piłkarz, trener (zm. 1997)
  - Leonard Shure, amerykański pianista (zm. 1995)
  - Paul M. Sweezy, amerykański ekonomista marksistowski (zm. 2004)
- 1911:
  - Stefania Brandt, polska malarka, graficzka (zm. 1980)
  - Maurice Schumann, francuski polityk (zm. 1998)
- 1912:
  - Frederick Feary, amerykański bokser (zm. 1994)
  - Yusufu Lule, ugandyjski polityk, prezydent Ugandy (zm. 1985)
- 1913:
  - Duke Dinsmore, amerykański kierowca wyścigowy (zm. 1985)
  - Stefan Heym, niemiecki pisarz pochodzenia żydowskiego (zm. 2001)
  - Ernie Mills, brytyjski kolarz szosowy i torowy (zm. 1972)
- 1914:
  - Maria Banuș, rumuńska pisarka, poetka, dramaturg (zm. 1999)
  - Herbert Fischer, niemiecki dyplomata, pisarz (zm. 2006)
  - Alfred Pellicer Muñoz, hiszpański franciszkanin, męczennik, błogosławiony (zm. 1936)
  - Andrzej Zbyszewski, polski pułkownik, pisarz (zm. 1994)
- 1915 – Harry Morgan, amerykański aktor (zm. 2011)
- 1916 – Władysław Lenkiewicz, polski inżynier, prozaik, poeta, narciarz (zm. 2012)
- 1917 – Robert Woodward, amerykański chemik, laureat Nagrody Nobla (zm. 1979)
- 1918:
  - Irena Maślińska, polska aktorka (zm. 2002)
  - Edward McCarthy, amerykański duchowny katolicki, arcybiskup metropolita Miami (zm. 2005)
  - Iwan Pstygo, radziecki marszałek lotnictwa (zm. 2009)
- 1919:
  - Stefan Behr, polski kompozytor, pianista (zm. 1974)
  - Włodzimierz Kopijkowski, polski generał brygady (zm. 2014)
- 1920:
  - Ewa Faryaszewska, polska malarka, fotografka, kapral AK, uczestniczka powstania warszawskiego (zm. 1944)
  - Ryszard Hajduk, polski historyk, dziennikarz, polityk, poseł na Sejm PRL (zm. 1982)
  - Nilde Iotti, włoska nauczycielka, polityk (zm. 1999)
- 1921:
  - Chuck Connors, amerykański baseballista, aktor (zm. 1992)
  - Józefa Frysztakowa, polska nauczycielka, malarka, pisarka (zm. 2008)
  - Nina Oniłowa, radziecka starsza sierżant (zm. 1942)
  - Andon Pano, albański aktor, reżyser (zm. 1993)
  - Leokadia Penners, polska lekkoatletka, sprinterka i skoczkini wzwyż (zm. 2009)
  - Harry Warburton, szwajcarski bobsleista (zm. 2005)
  - Sheb Wooley, amerykański aktor, pieśniarz (zm. 2003)
- 1922:
  - Giuseppe Casari, włoski piłkarz, bramkarz (zm. 2013)
  - Jerzy Lipman, polski operator filmowy pochodzenia żydowskiego (zm. 1983)
  - Vesna Parun, chorwacka piosenkarka, poetka (zm. 2010)
  - Maciej Słomczyński, polski pisarz, tłumacz (zm. 1998)
- 1923:
  - Szyja Bronsztejn, polski ekonomista, historyk, statystyk, wykładowca akademicki pochodzenia żydowskiego (zm. 1995)
  - Siergiej Kramarienko, radziecki generał-major pilot, as myśliwski (zm. 2020)
  - Jean Graton, francuski rysownik i scenarzysta komiksowy (zm. 2021)
  - Floyd Simmons, amerykański lekkoatleta, wieloboista (zm. 2008)
  - Lucjan Znicz, polski dziennikarz, pisarz, ufolog (zm. 2004)
- 1924:
  - Lee Bergere, amerykański aktor (zm. 2007)
  - Roman Leś, polski pułkownik, polityk, poseł na Sejm PRL, członek WRON (zm. 1988)
  - Kenneth Noland, amerykański malarz abstrakcyjny, rzeźbiarz (zm. 2010)
  - Marcin Znaniecki, polski ekonomista, wykładowca akademicki (zm. 2013)
- 1925:
  - Imangali Bałtabanow, radziecki sierżant (zm. 1945)
  - Antoni Wójtowicz, polski operator filmowy i telewizyjny (zm. 2003)
- 1926:
  - Andrzej Klusiewicz, polski starszy strzelec, żołnierz AK, uczestnik powstania warszawskiego (zm. 1944)
  - Sima Milovanov, jugosłowiański piłkarz, trener (zm. 2002)
- 1927:
  - Luigi Alva, peruwiański śpiewak operowy (tenor) (zm. 2025)
  - Wil Lipatow, rosyjski pisarz (zm. 1979)
  - Marshall Nirenberg, amerykański biochemik, genetyk, laureat Nagrody Nobla (zm. 2010)
  - Rajmund Szubański, polski dziennikarz, pisarz, historyk wojskowości (zm. 2018)
  - Andrzej Wirth, polski teatrolog, krytyk teatralny (zm. 2019)
- 1928:
  - Zejdu Badian, malijski pisarz, polityk (zm. 2018)
  - Rosco Gordon, amerykański wokalista i kompozytor bluesowy (zm. 2002)
  - Jerzy Lisowski, polski krytyk literacki, tłumacz (zm. 2004)
  - Jerzy Matuszkiewicz, polski muzyk jazzowy, saksofonista, kompozytor, twórca muzyki filmowej (zm. 2021)
  - Benny McLaughlin, amerykański piłkarz (zm. 2012)
  - Zbigniew Ślączka, polski poeta (zm. 1985)
- 1929:
  - Anna Bernardczykowa, polska lekarz, okulistka (zm. 2010)
  - Duje Bonačić, chorwacki wioślarz (zm. 2020)
  - Urszula Grzeszczak-Świetlikowska, polska technolog żywienia (zm. 2001)
  - Mike Hawthorn, brytyjski kierowca wyścigowy (zm. 1959)
  - Yvette Roudy, francuska polityk, dziennikarka, feministka, minister praw kobiet
  - Liz Sheridan, amerykańska aktorka (zm. 2022)
  - Max von Sydow, szwedzki aktor (zm. 2020)
- 1930:
  - Michel Polac, francuski pisarz, reżyser i producent filmowy (zm. 2012)
  - Alfons Schnura, polski historyk, regionalista, publicysta (zm. 2020)
- 1931:
  - Czesław Berenda, polski dziennikarz (zm. 2010)
  - Luís Cabral, gwinejski polityk, prezydent Gwinei Bissau (zm. 2009)
  - René Follet, belgijski autor komiksów (zm. 2020)
  - Paul Halla, austriacki piłkarz (zm. 2005)
- 1932:
  - Kishori Amonkar, indyjska wokalistka klasyczna (zm. 2017)
  - Delphine Seyrig, francuska aktorka (zm. 1990)
  - Omar Sharif, egipski aktor (zm. 2015)
- 1933:
  - Stefan Kapłaniak, polski kajakarz (zm. 2021)
  - Andrzej Saciuk, polski śpiewak operowy (bas), aktor, reżyser, pedagog (zm. 2020)
  - Marta Tomaszewska, polska pisarka (zm. 2009)
- 1934:
  - Carel Godin de Beaufort, holenderski kierowca wyścigowy (zm. 1964)
  - David Halberstam, amerykański dziennikarz (zm. 2007)
- 1935:
  - John Arthur Bennett, amerykański szeregowiec, przestępca (zm. 1961)
  - Nicola Cabibbo, włoski fizyk, wykładowca akademicki (zm. 2010)
  - Patrick Garland, brytyjski aktor, reżyser filmowy (zm. 2013)
  - Peter Hollingworth, australijski duchowny anglikański, arcybiskup metropolita Brisbane, gubernator generalny Australii
  - Jerzy Milian, polski muzyk jazzowy, kompozytor, wibrafonista, malarz (zm. 2018)
  - Jerome Murphy-O’Connor, irlandzki duchowny katolicki, dominikanin, biblista, teolog (zm. 2013)
  - Percival James Patterson, jamajski polityk, premier Jamajki
  - José Augusto Martins Fernandes Pedreira, portugalski duchowny katolicki, biskup Viana do Castelo (zm. 2020)
- 1936:
  - John Madden, amerykański futbolista, trener, komentator telewizyjny (zm. 2021)
  - Henryk Misztal, polski duchowny katolicki, teolog, prawnik, kanonista (zm. 2020)
- 1937:
  - Bella Achmadulina, rosyjska poetka (zm. 2010)
  - Alfona Bruno, włoska zakonnica, Służebnica Boża (zm. 1994)
- 1938:
  - Héctor Echeverri, kolumbijski piłkarz
  - Zygmunt Skonieczny, polski reżyser filmowy
  - Leszek Staroń, polski reżyser, scenograf i scenarzysta filmowy (zm. 2024)
- 1939 – Claudio Magris, włoski pisarz, felietonista, germanista, tłumacz, wykładowca akademicki
- 1940:
  - Clark Blaise, kanadyjski pisarz
  - Joseph Theodorus Suwatan, indonezyjski duchowny katolicki, biskup Manado
  - Michaił Widenow, bułgarski językoznawca, socjolingwista, wykładowca akademicki (zm. 2021)
- 1941:
  - Chryzostom II, cypryjski duchowny prawosławny, arcybiskup Cypru (zm. 2022)
  - Michał Mazurkiewicz, polski lekarz weterynarii, wykładowca akademicki  (zm. 2013)
  - Maciej Miatkowski, polski działacz opozycji antykomunistycznej (zm. 2017)
  - Jarosław Mikielewicz, polski profesor nauk technicznych
  - Gilles de Robien, francuski polityk
  - Paul Theroux, amerykański pisarz, publicysta pochodzenia francusko-włoskiego
  - Jakiw Żełezniak, ukraiński strzelec sportowy
- 1942:
  - Aleksandr Aksienionok, rosyjski dyplomata
  - Ian Callaghan, angielski piłkarz
  - Erden Kıral, turecki reżyser i scenarzysta filmowy (zm. 2022)
- 1943:
  - Tömörijn Artag, mongolski zapaśnik (zm. 1993)
  - Luigi Antonio Cantafora, włoski duchowny katolicki, biskup Lamezia Terme (zm. 2025)
  - Włodzimierz Schmidt, polski szachista (zm. 2023)
- 1944:
  - Ramezan Cheder, irański zapaśnik (zm. 1999)
  - Yvon Collin, francuski samorządowiec, polityk
  - Leo O’Reilly, irlandzki duchowny katolicki, biskup Kilmore
  - Paul Seye, belgijski kolarz torowy
- 1945:
  - Kevin Berry, australijski pływak, dziennikarz sportowy (zm. 2006)
  - Wira Misewycz, ukraińska jeźdźczyni sportowa (zm. 1995)
- Mordechaj Miszani, izraelski prawnik, wojskowy i polityk (zm. 2013)
  - Shirley Walker, amerykańska kompozytorka, dyrygentka (zm. 2006)
- 1946:
  - Stojan Apostołow, bułgarski zapaśnik
  - Caterina Caselli, włoska piosenkarka, producentka muzyczna
  - Bożysława Kapica, polska piosenkarka
- 1947:
  - Andriej Bałabucha, rosyjski pisarz, krytyk literacki (zm. 2021)
  - Ewa Dałkowska, polska aktorka (zm. 2025)
  - Halina Frąckowiak, polska piosenkarka
  - Bunny Wailer, jamajski wokalista, perkusista, członek zespołu The Wailers (zm. 2021)
- 1948:
  - Jadwiga Jarmuł, polska aktorka (zm. 2010)
  - Helena Pyz, polska lekarka, misjonarka świecka
  - Junko Sawamatsu, japońska tenisistka
  - Tom Spencer, brytyjski polityk, eurodeputowany (zm. 2023)
- 1949:
  - Silvia Baylé, argentyńska aktorka, reżyserka filmowa
  - Wiaczesław Dydyszko, białoruski szachista
  - Gregory Nava, amerykański reżyser, scenarzysta i producent filmowy pochodzenia meksykańskiego
  - Wasyl Onopenko, ukraiński prawnik, polityk, prezes Sądu Najwyższego
  - Vladimiras Prudnikovas, litewski śpiewak operowy (bas), polityk pochodzenia białoruskiego
  - Eric Troyer, amerykański wokalista, muzyk, kompozytor
- 1950:
  - Don Vasyl, polski piosenkarz, autor tekstów, kompozytor pochodzenia romskiego
  - Ken Griffey Sr., amerykański baseballista
  - Eddie Hazel, amerykański gitarzysta (zm. 1992)
  - Boba Lobilo, kongijski piłkarz
  - Jean-Pol Poncelet, belgijski i waloński inżynier, samorządowiec, polityk
  - Chajjim Ramon, izraelski polityk
  - Burke Shelley, walijski wokalista, basista, członek zespołu Budgie (zm. 2022)
  - Marek Zieliński, polski publicysta, krytyk literacki, dyplomata
- 1951:
  - Juan Ignacio Arrieta Ochoa de Chinchetru, hiszpański duchowny katolicki, biskup, sekretarz Papieskiej Rady ds. Tekstów Prawnych
  - Earl Boyea, amerykański duchowny katolicki, biskup Lansing
  - Jacqueline Cramer, holenderska biolog, nauczycielka akademicka, polityk
  - Hans Fagius, szwedzki organista
- 1952:
  - Richard Daniel Alarcón Urrutia, peruwiański duchowny katolicki, arcybiskup metropolita Cuzco
  - Hugo Broos, belgijski trener piłkarski
  - Grigorij Jawlinski, rosyjski polityk
  - Steven Seagal, amerykański aktor, muzyk, policjant pochodzenia żydowsko-irlandzkiego
- 1953:
  - Søren Busk, duński piłkarz
  - Wałerij Duszkow, ukraiński piłkarz, trener
  - Zbigniew Grugel, polski leśnik, samorządowiec, polityk, poseł na Sejm RP (zm. 2015)
  - Heiner Lauterbach, niemiecki aktor, muzyk, kompozytor, producent muzyczny
  - David Moorcroft, brytyjski lekkoatleta, średnio- i długodystansowiec
  - Muhammad Ibrahim Mustafa, egipski generał, polityk
  - Kazimierz Wójcik, polski rolnik, związkowiec, polityk, poseł na Sejm RP
- 1954:
  - Anne Lamott, amerykańska pisarka
  - Peter MacNicol, amerykański aktor
  - Zygmunt Moryto, polski malarz, grafik, rysownik (zm. 2021)
  - Jouko Törmänen, fiński skoczek narciarski (zm. 2015)
- 1955:
  - Marit Breivik, norweska piłkarka ręczna
  - Michel Thiollière, francuski polityk, samorządowiec, pisarz
  - Mino Vergnaghi, włoski piosenkarz
  - Mikałaj Żuk, białoruski ekonomista, polityk
- 1956:
  - Jolanta Baziak, polska poetka, eseistka, krytyk literacki, plastyczka, animatorka kultury
  - James Daman, nigeryjski duchowny katolicki, biskup Shendam (zm. 2015)
  - Taina Impiö, fińska biegaczka narciarska
  - Anna Skrzek, polska profesor nauk o kulturze fizycznej
  - Masafumi Yokoyama, japoński piłkarz
- 1957:
  - Aliko Dangote, nigeryjski przedsiębiorca, miliarder
  - Joe Gonzales, amerykański zapaśnik
  - Steve Gustafson, amerykański basista, członek zespołu 10,000 Maniacs
  - Włodzimierz Nalazek, polski siatkarz, trener
- 1958:
  - Flemming Christensen, duński piłkarz
  - Waldemar Fiuta, polski piłkarz, trener
  - Brigitte Holzapfel, niemiecka lekkoatletka, skoczkini wzwyż i wieloboistka
  - André Kisser, szwajcarski bobsleista
  - Jerzy Lustyk, polski aktor (zm. 2013)
  - Elmar Məhərrəmov, azerski szachista, trener
  - Victor Hugo Palma Paúl, gwatemalski duchowny katolicki, biskup Escuintli
  - Juwal Steinitz, izraelski filozof, polityk
  - Tadeusz Truskolaski, polski ekonomista, samorządowiec, prezydent Białegostoku
- 1959:
  - Babyface, amerykański piosenkarz, muzyk, autor tekstów, producent muzyczny i filmowy
  - Marek Kępa, polski żużlowiec
  - Jochen Nickel, niemiecki aktor
  - Alain de Raemy, szwajcarski duchowny katolicki, biskup pomocniczy Lozanny, Genewy i Fryburga
  - Brian Setzer, amerykański piosenkarz, gitarzysta, kompozytor
  - Stanislaw Tillich, niemiecki polityk narodowości serbołużyckiej
- 1960:
  - Olivia Brown, amerykańska aktorka
  - Christopher Glancy, amerykański duchowny katolicki, biskup pomocniczy Belize City-Belmopan
  - Ryszard Jankowski, polski piłkarz, trener
  - Katrina Leskanich, amerykańska wokalistka, członkini zespołu Katrina and the Waves
  - Santo Marcianò, włoski duchowny katolicki, arcybiskup polowy Włoch
  - Małgorzata Omilanowska, polska historyk sztuki, minister kultury i dziedzictwa narodowego
  - Janusz Pastusiak, polski samorządowiec, prezydent Chełma
  - Piotr Pawlukiewicz, polski duchowny katolicki, rekolekcjonista, teolog, kaznodzieja (zm. 2020)
- 1961:
  - Rudy Dhaenens, belgijski kolarz szosowy (zm. 1998)
  - Ricki Herbert, nowozelandzki piłkarz, trener
  - Piotr Mordel, polski aktor kabaretowy, grafik, wydawca
  - Michał Sikora, polski generał broni
  - Heinrich Steinfest, austriacki pisarz
- 1962:
  - Krzysztof Anuszkiewicz, polski inżynier chemik, związkowiec, polityk, poseł na Sejm RP
  - Piotr Kruczkowski, polski samorządowiec, prezydent Wałbrzycha
  - Patrice Mourier, francuski zapaśnik
  - Alena Nowik, białoruska nauczycielka i polityk
  - Shinehead, jamajski muzyk, piosenkarz, raper
  - Zsuzsanna Szőcs, węgierska szpadzistka, florecistka
  - Mariusz Trynkiewicz, polski nauczyciel, seryjny morderca, pedofil (zm. 2025)
  - Cathy Turner, amerykańska łyżwiarka szybka
- 1963:
  - Krzysztof Iwanicki, polski piłkarz
  - Doris Leuthard, szwajcarska prawnik, polityk, prezydent Szwajcarii
  - Peter Morgan, brytyjski scenarzysta filmowy, dramaturg
  - Jurij Najdowski, kazachski piłkarz pochodzenia białoruskiego
  - Marc Spautz, luksemburski związkowiec, polityk
- 1964:
  - Claudio Barragán, hiszpański piłkarz
  - Manon Bollegraf, holenderska tenisistka
  - Elena Georgescu-Nedelcu, rumuńska wioślarka
  - Jeannine Mabunda, kongijska prawniczka i polityczka
  - Piotr Piekarski, polski lekkoatleta, średniodystansowiec
  - Wojciech Szadkowski, polski kompozytor, autor tekstów, producent muzyczny, perkusista
- 1965:
  - Tim Alexander, amerykański perkusista, członek zespołów: Primus, A Perfect Circle i Puscifer
  - Meriam Bellina, indonezyjska aktorka
  - David Brécourt, francuski aktor
  - Juan Costa, hiszpański prawnik, polityk
  - Grzegorz Gronkiewicz, polski kolarz szosowy
  - Rita Kőbán, węgierska kajakarka
  - Raimundas Lopata, litewski historyk, politolog
  - Aivo Orav, estoński dyplomata
  - Omar Sosa, kubański pianista i kompozytor jazzowy
  - Stanisław Więciorek, polski rugbysta
  - Jarosław Wnuk, polski operator filmowy
- 1966:
  - Pavel Filip, mołdawski polityk, premier Mołdawii
  - Wojciech Sieniawski, polski aktor dziecięcy, radca prawny
  - Artur Żmijewski, polski aktor
- 1967:
  - Leszek Herman, polski pisarz, architekt
  - David Rovics, amerykański kompozytor i wykonawca muzyki niezależnej, anarchista
  - Marty Walsh, amerykański polityk, burmistrz Bostonu
- 1968:
  - Štěpánka Hilgertová, czeska kajakarka górska
  - Orlando Jones, amerykański aktor
  - Park Jang-sun, południowokoreański zapaśnik
  - Ryszard Remień, polski piłkarz, trener
  - Fahlan Sakkreerin, tajski bokser
  - Estevam dos Santos Silva Filho, brazylijski duchowny katolicki, biskup pomocniczy São Salvador da Bahia
- 1969:
  - Danny Comden, amerykański aktor, komik
  - Dirk Eigenbrodt, niemiecki bokser
  - Ekaterini Kofa, grecka lekkoatletka, sprinterka
  - Lee Sang-yoon, południowokoreański piłkarz, trener
  - Dariusz Seliga, polski polityk, poseł na Sejm RP
- 1970:
  - Leonard Doroftei, rumuński bokser
  - Christophe Honoré, francuski prozaik, dramaturg, krytyk, reżyser i scenarzysta filmowy
  - Miklos Molnar, duński piłkarz pochodzenia węgierskiego
  - Mike Mushok, amerykański gitarzysta, członek zespołu Staind
  - Q-Tip, amerykański raper
- 1971:
  - Andrei Fyodorov, uzbecki piłkarz, trener
  - Nana Miyagi, japońska tenisistka
  - Renata Nieroda, polska lekkoatletka, oszczepniczka
  - Beata Predehl, polska koszykarka
  - Beata Syta, polska badmintonistka
  - Dienis Woronienkow, rosyjski polityk, opozycjonista (zm. 2017)
- 1972:
  - Steinar Ege, norweski piłkarz ręczny, bramkarz
  - Rachid Neqrouz, marokański piłkarz
  - Mario Stanić, chorwacki piłkarz
  - Jacek Syropolski, polski architekt (zm. 2011)
- 1973:
  - Magdalena Adamowicz, polska prawnik, wykładowczyni akademicka, polityk, eurodeputowana
  - Wojciech Boros, polski poeta
  - Guillaume Canet, francuski aktor, reżyser, scenarzysta i producent filmowy
  - Roberto Carlos, brazylijski piłkarz, trener
  - Kinga Choszcz, polska podróżniczka, pisarka (zm. 2006)
  - Małgorzata Derezińska, polska lekkoatletka, sprinterka
  - Piotr Osęka, polski historyk
  - Tony Vairelles, francuski piłkarz
  - Wiktor Zubariew, kazachski piłkarz (zm. 2004)
- 1974:
  - Andreas Andersson, szwedzki piłkarz
  - Michał Biskup, polski piłkarz
  - Tom Brewster, szkocki curler
  - Andrés Guglielminpietro, argentyński piłkarz
  - David Harbour, amerykański aktor
  - Giorgi Kandelaki, gruziński bokser
  - Sabine Monauni, liechtensteńska polityk, dyplomata
  - Wojciech Olejniczak, polski polityk, poseł na Sejm RP, minister rolnictwa i rozwoju wsi, eurodeputowany
  - Goce Sedłoski, macedoński piłkarz
  - Mitsuteru Watanabe, japoński piłkarz
- 1975:
  - David Harbour, amerykański aktor
  - Norbert Magosi, węgierski żużlowiec
  - Michał Tober, polski radca prawny, polityk, poseł na Sejm RP
- 1976:
  - Linas Adomaitis, litewski piosenkarz
  - Yoshino Kimura, japońska aktorka, piosenkarka
  - Blake MacDonald, kanadyjski curler
  - Sara Renner, kanadyjska biegaczka narciarska
- 1977:
  - Laura Jordan, kanadyjska aktorka
  - Przemysław Lechowski, polski pianista
  - Michał Sośnicki, polski szachista (zm. 2000)
  - Nina Sztanski, nadniestrzańska polityk
- 1978:
  - Óscar Hernández, hiszpański tenisista
  - Joe Pack, amerykański narciarz dowolny
  - Hana Šromová, czeska tenisistka
  - Ziemowit Szczerek, polski dziennikarz, pisarz, tłumacz
  - Tomasz Zalasiński, polski prawnik, sędzia Trybunału Stanu
- 1979:
  - Iván Alonso, urugwajski piłkarz
  - Shemekia Copeland, amerykańska piosenkarka
  - Rachel Corrie, amerykańska aktywistka pokojowa (zm. 2003)
  - Sophie Ellis-Bextor, brytyjska piosenkarka
  - Peter Kopteff, fiński piłkarz
  - Zoltán Kővágó, węgierski lekkoatleta, dyskobol
  - Ján Lašák, słowacki hokeista, bramkarz, trener
  - Florent Marcellesi, francuski ekolog, polityk, eurodeputowany
  - Krzysztof Paszyk, polski prawnik, samorządowiec, polityk, poseł na Sejm RP
  - Jelena Podkaminska, rosyjska aktorka
  - Roger Risholt, norweski piłkarz
- 1980:
  - Sean Avery, kanadyjski hokeista
  - Jakub Giza, polski operator filmowy
  - Gro Hammerseng-Edin, norweska piłkarka ręczna
  - Charlie Hunnam, brytyjski aktor
  - Andy Ram, izraelski tenisista
  - Shao Jiayi, chiński piłkarz
- 1981:
  - Laura Bell Bundy, amerykańska aktorka
  - Gretchen Bleiler, amerykańska snowboardzistka
  - Anis Boussaïdi, tunezyjski piłkarz
  - Agnieszka Cianciara, polska politolog
  - Liz McClarnon, brytyjska piosenkarka
  - Michael Pitt, amerykański aktor
  - Fábio Luís Ramim, azerski piłkarz pochodzenia brazylijskiego
- 1982:
  - Andre Ethier, amerykański baseballista
  - Stephanie Gehrlein, niemiecka tenisistka
  - Chyler Leigh, amerykańska aktorka
  - Florian Mennigen, niemiecki wioślarz
  - Adnan Mravac, bośniacki piłkarz
- 1983:
  - Fumiyuki Beppu, japoński kolarz szosowy
  - Aleš Besta, czeski piłkarz
  - Jamie Chung, amerykańska aktorka pochodzenia koreańskiego
  - Bobby Dixon, amerykańsko-turecki koszykarz
  - Paul Green, irlandzki piłkarz
  - Marcin Kozłowski, polski hokeista, trener
  - Ryan Merriman, amerykański aktor
  - Mauro Sarmiento, włoski taekwondzista
  - Hannes Sigurðsson, islandzki piłkarz
  - Nurbakyt Tengyzbajew, kazachski zapaśnik
  - Igor Žofčák, słowacki piłkarz
- 1984:
  - Rui Machado, portugalski tenisista
  - Michał Materla, polski zawodnik MMA
  - Mandy Moore, amerykańska piosenkarka, aktorka
  - Damien Perquis, francusko-polski piłkarz
  - Gonzalo Rodríguez, argentyński piłkarz
  - Ana Soklič, słoweńska piosenkarka
- 1985:
  - Barkhad Abdi, amerykański aktor pochodzenia somalijskiego
  - Juan Carlos Arce, boliwijski piłkarz
  - Sławomir Archangielski, polski muzyk, kompozytor, basista, członek zespołów: Hate, Saltus i Naumachia (zm. 2013)
  - Dion Phaneuf, kanadyjski hokeista
  - Shōhei Sekimoto, japoński pianista
  - Wang Meng, chińska łyżwiarka szybka, specjalistka short tracku
- 1986:
  - Wałerija Bereżynśka, ukraińska koszykarka
  - Olivia Borlée, belgijska lekkoatletka, sprinterka
  - Fernando Gago, argentyński piłkarz
  - Charde Houston, amerykańska koszykarka
  - Corey Kluber, amerykański baseballista
  - Vincent Kompany, belgijski piłkarz pochodzenia kongijskiego
  - Katarzyna Nowak, polska judoczka
  - Ayesha Takia, indyjska aktorka
- 1987:
  - Chen Yanchong, chińska tenisistka
  - Melissa Dalembert, kanadyjska koszykarka pochodzenia haitańskiego
  - Marija Grabowiecka, kazachska sztangistka
  - Shay Mitchell, kanadyjska aktorka
  - Esther Nwombe, kenijska siatkarka
  - Ołeksandr Rybka, ukraiński piłkarz, bramkarz
- 1988:
  - Jahor Filipienka, białoruski piłkarz
  - Haley Joel Osment, amerykański aktor
  - Eunice Sum, kenijska lekkoatletka, biegaczka średniodystansowa
  - Alessia Travaglini, włoska siatkarka
- 1989:
  - Jenny Alm, szwedzka piłkarka ręczna
  - Thomas Heurtel, francuski koszykarz
  - Jiří Kovář, włoski siatkarz pochodzenia czeskiego
  - Agnieszka Mrozińska, polska aktorka, wokalistka, tancerka
  - Suvi Teräsniska, fińska piosenkarka
- 1990:
  - Andile Jali, południowoafrykański piłkarz
  - Magnus Kirt, estoński lekkoatleta, oszczepnik
  - Elica Kostowa, bułgarska tenisistka
  - Alex Pettyfer, brytyjski aktor
  - Irina Smirnowa, rosyjska siatkarka
- 1991:
  - Samara Karimowa, kirgiska piosenkarka
  - Dominik Kozma, węgierski pływak
  - Yves Lampaert, belgijski kolarz szosowy
  - Conor Leslie, amerykańska aktorka
  - Amanda Michalka, amerykańska piosenkarka, aktorka
  - Sergiusz Żymełka, polski aktor
- 1992:
  - Michelle-Lee Ahye, trynidadzko-tobagijska lekkoatletka, sprinterka
  - Michał Haratyk, polski lekkoatleta, kulomiot
  - Andrij Howorow, ukraiński pływak
  - Sadio Mané, senegalski piłkarz
  - Vernon Norwood, amerykański lekkoatleta, sprinter
  - Joël Pedro, luksemburski piłkarz pochodzenia portugalskiego
  - Daisy Ridley, brytyjska aktorka
- 1993:
  - Sofia Carson, amerykańska piosenkarka, autorka tekstów, aktorka
  - Rune Dahmke, niemiecki piłkarz ręczny
  - Sam Larsson, szwedzki piłkarz
  - Juan Toscano-Anderson, amerykańsko-meksykański koszykarz
- 1994:
  - Nerlens Noel, amerykański koszykarz pochodzenia haitańskiego
  - Risa Ozaki, japońska tenisistka
- 1995:
  - Oliver Bjorkstrand, duński hokeista
  - Sory Kaba, gwinejski piłkarz
  - Kinga Zbylut, polska biathlonistka
- 1996:
  - Andreas Christensen, duński piłkarz
  - Lassana Coulibaly, malijski piłkarz
  - Alice Degradi, włoska siatkarka
  - Thanasi Kokkinakis, australijski tenisista pochodzenia greckiego
  - Loïc Nottet, belgijski piosenkarz, tancerz
  - Elias Ymer, szwedzki tenisista pochodzenia etiopskiego
- 1997:
  - Vlatko Čančar, słoweński koszykarz
  - Torey Defalco, amerykański siatkarz
  - Martin Hamann, niemiecki skoczek narciarski
  - Antonio López, gwatemalski piłkarz pochodzenia meksykańskiego
  - Julie Smeets, belgijska siatkarka
- 1998:
  - Laura Chamiot-Maitral, francuska biegaczka narciarska
  - Florinel Coman, rumuński piłkarz
  - Fiodor Czałow, rosyjski piłkarz
  - Anna Pogoriła, rosyjska łyżwiarka figurowa pochodzenia ukraińskiego
- 1999:
  - Håvard Jørgensen, norweski zapaśnik
  - Chanum Wielijewa, rosyjska zapaśniczka
- 2000:
  - Zuzanna Górecka, polska siatkarka
  - Kilian Märkl, niemiecki skoczek narciarski
  - Surf Mesa, amerykański didżej, muzyk
  - Wiktor Rajewicz, polski koszykarz
- 2001:
  - Ayman Azhil, marokański piłkarz
  - Iván Romero, hiszpański piłkarz
  - Żirajr Szaghojan, ormiański piłkarz
  - Thiago Agustín Tirante, argentyński tenisista
  - Noa Kirel, izraelska piosenkarka, tancerka
- 2002:
  - Wojciech Galik, polski lekkoatleta, trójskoczek
  - Maksim Kołobow, rosyjski skoczek narciarski
  - Aleksandra Kuczyńska, polska koszykarka
  - Natalia Kurach, polska koszykarka
  - Isaac Lihadji, francuski piłkarz pochodzenia komoryjskiego
  - Martyna Łazowska, polska siatkarka
  - Abdoulaye Ndiaye, senegalski piłkarz
- 2003:
  - Bryan González, meksykański piłkarz
  - Hákon Arnar Haraldsson, islandzki piłkarz
- 2004:
  - Zélia Avezou, francuska wspinaczka sportowa
  - Savinho, brazylijski piłkarz
- 2007:
  - Ariane, holenderska księżniczka
  - Arthur Dias, brazylijski piłkarz
  - YNW BSlime, amerykański raper

## Zmarli
- 879 – Ludwik II Jąkała, król zachodniofrankijski (ur. 846)
- 947 – Hugo z Arles, król Włoch i Dolnej Burgundii (ur. 880)
- 1028 – Fulbert z Chartres, francuski duchowny katolicki, biskup, teolog, filozof, święty (ur. ok. 960)
- 1055 – Konrad II, książę Bawarii (ur. 1052)
- 1183 – Piotr I z Courtenay, francuski książę (ur. 1126)
- 1216 – Eryk X Knutsson, król Szwecji (ur. ?)
- 1380 – Manuel Kantakuzen, despota Morei (ur. 1329)
- 1460 – Antoni Neyrot, włoski dominikanin, męczennik, błogosławiony (ur. 1425)
- 1472 – Karol Walezjusz, francuski hrabia (ur. 1414)
- 1479 – Marek Fantuzzi z Bolonii, włoski franciszkanin, błogosławiony (ur. 1405)
- 1503 – Giovanni Michiel, włoski duchowny katolicki, biskup Werony, łaciński patriarcha Konstantynopola, kardynał (ur. 1446)
- 1521 – Anna Melsztyńska, polska szlachcianka (ur. 1463)
- 1533 – Fryderyk I Oldenburg, król Danii i Norwegii (ur. 1471)
- 1545 – Costanzo Festa, włoski kompozytor (ur. ?)
- 1548 – Gonzalo Pizarro, hiszpański konkwistador (ur. 1502)
- 1575 – Anna Bijns, holenderska poetka (ur. 1493)
- 1577 – Juan de Juni, francusko-hiszpański rzeźbiarz (ur. 1506)
- 1585 – Grzegorz XIII, papież (ur. 1502)
- 1587 – Henryk III Podiebradowicz, książę ziębicki i oleśnicki (ur. 1542)
- 1599 – Gabrielle d’Estrées, francuska arystokratka (ur. ?)
- 1619 – Izydor, rosyjski duchowny prawosławny, metropolita nowogrodzki (ur. ?)
- 1625 – Michał de Sanctis, hiszpański zakonnik, święty (ur. 1591)
- 1632 – Hieronim Rozdrażewski Jarosz, polski szlachcic, polityk (ur. ?)
- 1635 – Jan Stanisław Sapieha, marszałek wielki litewski (ur. 1589)
- 1640 – Agostino Agazzari, włoski kompozytor, organista (ur. 1578)
- 1681 – Filip I, hrabia Schaumburg-Lippe (ur. 1601)
- 1723 – Leopold Anton Joseph Schlick zu Bassano und Weiskirchen, austriacki dowódca wojskowy, dyplomata (ur. 1663)
- 1728 – Nicodemus Tessin młodszy, szwedzki architekt (ur. 1654)
- 1731 – Maximilian Dietrich Freisslich, niemiecki kompozytor (ur. 1673)
- 1733 – Daniel Josef Mayer, czeski duchowny katolicki, arcybiskup metropolita praski i prymas Czech (ur. 1656)
- 1742 – Wilhelmina Amalia Brunszwicka, cesarzowa niemiecka, królowa czeska i węgierska (ur. 1673)
- 1752 – William Cheselden, brytyjski chirurg, anatom (ur. 1683)
- 1756:
  - Maciej Karwacki, polski jezuita, pedagog (ur. 1686)
  - Giacomo Antonio Perti, włoski kompozytor (ur. 1661)
- 1767 – Johann Elias Ridinger, niemiecki malarz, grafik, rysownik (ur. 1698)
- 1794 – Antonio Rinaldi, włoski architekt (ur. 1710)
- 1806 – Horatio Gates, amerykański generał (ur. 1727)
- 1807 – Anna Amalia von Braunschweig-Wolfenbüttel, księżna i regentka Saksonii-Weimar-Eisenach (ur. 1739)
- 1813 – Joseph-Louis Lagrange, francuski matematyk, astronom, fizyk, wykładowca akademicki pochodzenia włoskiego (ur. 1736)
- 1818:
  - Józef Bonawentura Berardi, włoski duchowny katolicki, franciszkanin, ostatni biskup bakowski (ur. ok. 1750)
  - Onufry Kicki, polski szlachcic, szambelan, koniuszy wielki koronny (ur. 1750)
- 1823 – Carl Leonhard Reinhold, austriacki filozof, pisarz (ur. 1757)
- 1827:
  - George Cholmondeley, brytyjski arystokrata, polityk, dyplomata (ur. 1749)
  - Emilia Chopin, siostra Fryderyka (ur. 1812)
- 1835:
  - Magdalena z Canossy, włoska zakonnica, święta (ur. 1774)
  - Gustaw Małachowski, polski hrabia, polityk (ur. 1797)
- 1837 – Thomas Weld, brytyjski duchowny katolicki, biskup Kingston w Kanadzie, kardynał (ur. 1773)
- 1840:
  - Alexander Nasmyth, szkocki malarz portrecista (ur. 1758)
  - Hugh L. White, amerykański prawnik, polityk (ur. 1773)
- 1848 – William Quarter, amerykański duchowny katolicki, biskup Chicago pochodzenia irlandzkiego (ur. 1806)
- 1858 – Thomas Hart Benton, amerykański polityk, senator (ur. 1782)
- 1861 – Louis Vicat, francuski inżynier, wynalazca cementu portlandzkiego (ur. 1786)
- 1863:
  - Giovanni Battista Amici, włoski przyrodnik (ur. 1786)
  - Benedetto Barberini, włoski kardynał (ur. 1788)
  - Teodor Cieszkowski, polski pułkownik, uczestnik powstania styczniowego (ur. 1833)
- 1874 – Ulick de Burgh, brytyjski arystokrata, polityk (ur. 1802)
- 1885 – Józef Mycielski, polski przedsiębiorca, ziemianin, uczestnik powstania listopadowego (ur. 1801)
- 1889 – Maria Julia Zaleska, polska pisarka (ur. 1831)
- 1890:
  - Franz de Paula Albert Eder, austriacki duchowny katolicki, arcybiskup metropolita Salzburga (ur. 1818)
  - Aurelio Saffi, włoski rewolucjonista, polityk (ur. 1819)
- 1891 – John Adams Whipple, amerykański fotograf, wynalazca (ur. 1822)
- 1897 – Fryderyk Franciszek III, wielki książę Meklemburgii i Schwerinu (ur. 1851)
- 1898:
  - Feliks Jan Szczęsny Morawski, polski historyk, pisarz, malarz, etnograf (ur. 1818)
  - Charles Yriarte, francuski pisarz pochodzenia hiszpańskiego (ur. 1832)
- 1903 – Heinrich Bellermann, niemiecki kompozytor, muzykolog (ur. 1832)
- 1904 – Hugo Samuel von Richthofen, niemiecki polityk (ur. 1842)
- 1905 – Geza Kuun, węgierski lingwista, filolog, orientalista (ur. 1838)
- 1906:
  - Juan de Barroeta, hiszpański malarz portrecista narodowości baskijskiej (ur. 1835)
  - Gieorgij Gapon, rosyjski duchowny prawosławny (ur. 1870)
- 1909 – Algernon Charles Swinburne, brytyjski prozaik, poeta, dramaturg, krytyk literacki (ur. 1837)
- 1911:
  - Mikalojus Konstantinas Čiurlionis, litewski kompozytor, malarz, grafik (ur. 1875)
  - Samuel Loyd, amerykański wynalazca gier, specjalista od zagadek (ur. 1841)
- 1915 – Wołodymyr Szuchewycz, ukraiński etnograf, pedagog, działacz społeczny (ur. 1849)
- 1916:
  - Giuseppe Pitrè, włoski lekarz, folklorysta, polityk (ur. 1841)
  - Paweł Plehwe, rosyjski generał kawalerii, polityk pochodzenia niemieckiego (ur. 1850)
- 1919 – Emiliano Zapata, meksykański anarchista, rewolucjonista, przywódca rewolucji meksykańskiej (ur. 1879)
- 1920:
  - Tryggve Andersen, norweski pisarz (ur. 1866)
  - Ferdinand Roybet, francuski malarz, grawer (ur. 1840)
- 1924 – Nelson Annandale, szkocki zoolog, entomolog, antropolog (ur. 1876)
- 1925 – Aleksiej Charłamow, rosyjski malarz (ur. 1840)
- 1932:
  - Michaił Pokrowski, rosyjski działacz komunistyczny, historyk (ur. 1868)
  - Jerzy Zwierkowski, polski kontradmirał (ur. 1873)
- 1939 – Alfredo Panzini, włoski pisarz (ur. 1863)
- 1940:
  - Andrzej Hałaciński, polski podpułkownik, urzędnik, dyplomata, poeta (ur. 1891)
  - Bernard Warburton-Lee, brytyjski komandor (ur. 1895)
- 1941 – Victor Henry Huston, irlandzki major pilot, as myśliwski (ur. 1890)
- 1942 – Piotr Bonifacy Żukowski, polski franciszkanin, męczennik, błogosławiony (ur. 1913)
- 1943 – Hipolit Gliwic, polski ekonomista, inżynier górnik, wolnomularz, polityk, minister przemysłu i handlu, wicemarszałek Senatu (ur. 1878)
- 1944 – Marcin Rożek, polski rzeźbiarz, malarz (ur. 1885)
- 1949 – Adolf Wallenberg, niemiecki neurolog, neuroanatom (ur. 1862)
- 1950 – Fevzi Çakmak, turecki dowódca wojskowy, polityk, premier Turcji (ur. 1876)
- 1951:
  - Dobiesław Damięcki, polski aktor (ur. 1899)
  - Nora Joyce, Irlandka, żona Jamesa (ur. 1884)
  - Ludwik Machalski, polski działacz podziemia antykomunistycznego (ur. 1929)
  - Tadeusz Ołdak, polski seryjny morderca (ur. 1925)
- 1952:
  - Konstantin Abramow, radziecki generał major  (ur. 1906)
  - Frederic Austin, brytyjski śpiewak operowy (baryton), kompozytor (ur. 1872)
  - Erik Larsen, duński wioślarz (ur. 1928)
- 1953 – Gustaf Dahlbeck, szwedzki inżynier (ur. 1883)
- 1954 – Auguste Lumière, francuski pionier kinematografii (ur. 1862)
- 1955 – Pierre Teilhard de Chardin, francuski jezuita, teolog, antropolog, paleontolog, myśliciel i filozof religijny (ur. 1881)
- 1962:
  - Michael Curtiz, amerykański reżyser filmowy pochodzenia węgierskiego (ur. 1886)
  - Maximilien Sorre, francuski antropogeograf (ur. 1880)
  - Stuart Sutcliffe, brytyjski malarz, muzyk, basista, członek zespołu The Beatles (ur. 1940)
- 1963 – John Wesley Harvey, amerykański komandor podporucznik (ur. 1927)
- 1965:
  - Linda Darnell, amerykańska aktorka (ur. 1923)
  - Stanisław Aleksander Metelski, polski nauczyciel, polityk, prezydent Zgierza (ur. 1885)
- 1966 – Ryūshi Kawabata, japoński malarz (ur. 1885)
- 1967 – Alfred Felber, szwajcarski wioślarz (ur. 1886)
- 1968:
  - Olga Chodatajewa, radziecka animatorka, scenarzystka i reżyserka filmów animowanych (ur. 1894)
  - Pawieł Judin, radziecki filozof, polityk, dyplomata (ur. 1899)
- 1969 – Antoni Michalski, polski rolnik, polityk, poseł na Sejm RP (ur. 1880)
- 1970 – Leonard Jabrzemski, polski fotograf (ur. 1887)
- 1971:
  - Jadwiga Bornsteinowa, polska bibliotekarka (ur. 1877)
  - Stanisław Skrzywan, polski ekonomista, wykładowca akademicki (ur. 1902)
  - Michaił Stachurski, radziecki generał porucznik, polityk (ur. 1903)
- 1972 – Georg Steller, niemiecki historyk, meteorolog, pedagog (ur. 1906)
- 1973 – Edmund Karaśkiewicz, polski podporucznik, fizyk, wykładowca akademicki (ur. 1899)
- 1974 – Patricia Collinge, amerykańska aktorka pochodzenia irlandzkiego (ur. 1892)
- 1975:
  - Feliks Błocki, polski inżynier elektryk, wykładowca akademicki (ur. 1905)
  - Walker Evans, amerykański fotograf (ur. 1903)
  - Marjorie Main, amerykańska aktorka (ur. 1890)
  - Eugeniusz Żytomirski, polski pisarz, krytyk teatralny (ur. 1911)
- 1976 – Enrico Mainardi, włoski wiolonczelista, kompozytor, dyrygent (ur. 1897)
- 1978:
  - Hjalmar Mäe, estoński prawnik, polityk, działacz emigracyjny (ur. 1901)
  - Albert Vollrat, estoński piłkarz, trener (ur. 1903)
- 1979:
  - Frans Kaisiepo, papuaski polityk, nacjonalista indonezyjski (ur. 1921)
  - Nino Rota, włoski kompozytor muzyki filmowej (ur. 1911)
- 1980:
  - Anna Augustyn, polska mistyczka katolicka (ur. 1915)
  - Emil Fica, polski piłkarz (ur. 1912)
- 1981:
  - Gerhard Grüneberg, wschodnioniemiecki polityk (ur. 1921)
  - Wacław Kaźmierczak, polski montażysta i operator filmowy (ur. 1905)
  - Stanisław Szpor, polski inżynier elektryk, wynalazca, konstruktor, wykładowca akademicki (ur. 1908)
- 1982:
  - Wladimer Dżandżghawa, radziecki generał porucznik, polityk (ur. 1907)
  - Aleksander Minorski, polski fotografik, literat (ur. 1906)
  - Cornelis van Staveren, holenderski żeglarz sportowy (ur. 1889)
- 1983 – Wiktor Sukiennicki, polski prawnik, historyk, publicysta (ur. 1901)
- 1984:
  - Jakub Berman, polski polityk, działacz komunistyczny, wicepremier, poseł na Sejm PRL pochodzenia żydowskiego (ur. 1901)
  - Jan Borowczak, polski artysta plastyk, rzeźbiarz, pedagog (ur. 1931)
  - Servílio de Jesús, brazylijski piłkarz (ur. 1915)
- 1985 – Karol Tchorek, polski rzeźbiarz (ur. 1904)
- 1988:
  - Włodzimierz Boruński, polski poeta, satyryk, tłumacz, aktor pochodzenia żydowskiego (ur. 1906)
  - Danuta Kordaczuk, polska siatkarka (ur. 1939)
  - Ezekias Papaioanu, cypryjski polityk komunistyczny (ur. 1908)
- 1989 – George Genereux, kanadyjski strzelec sportowy (ur. 1935)
- 1991:
  - Otto Berg, norweski lekkoatleta, skoczek w dal (ur. 1906)
  - Natalie Schafer, amerykańska aktorka (ur. 1900)
- 1992:
  - Bronisław Dąbrowski, polski aktor, reżyser teatralny (ur. 1903)
  - János Kajdi, węgierski bokser (ur. 1939)
  - Peter D. Mitchell, brytyjski biochemik, wykładowca akademicki, laureat Nagrody Nobla (ur. 1920)
- 1993:
  - Chris Hani, południowoafrykański polityk, działacz komunistyczny (ur. 1942)
  - Tadeusz Jędruszczak, polski historyk, wykładowca akademicki (ur. 1924)
- 1994:
  - Wiktor Afanasjew, rosyjski filozof, wykładowca akademicki, dziennikarz, polityk (ur. 1922)
  - Reinaldo Gorno, argentyński lekkoatleta, długodystansowiec (ur. 1918)
  - Włodzimierz Mlak, polski matematyk, wykładowca akademicki (ur. 1931)
  - Jan Winiarz, polski prawnik, wykładowca akademicki (ur. 1923)
- 1995:
  - Morarji Desai, indyjski polityk, premier Indii (ur. 1896)
  - Chen Yun, chiński polityk komunistyczny (ur. 1905)
- 1996 – Hans Beck, norweski skoczek narciarski, kombinator norweski (ur. 1911)
- 1997 – Martin Schwarzschild, amerykański astrofizyk pochodzenia niemieckiego (ur. 1912)
- 1998 – Zezé Moreira, brazylijski piłkarz, trener (ur. 1907)
- 1999:
  - Charles Green, brytyjski bobsleista (ur. 1914)
  - Zdzisław Pogodziński, polski architekt (ur. 1932)
  - Ali Sajjad Szirazi, irański generał (ur. 1944)
- 2000:
  - Rabah Bitat, algierski polityk, prezydent Algierii (ur. 1925)
  - Larry Linville, amerykański aktor (ur. 1939)
- 2001:
  - Tadeusz Chciuk-Celt, polski harcmistrz, żołnierz ZWZ, polityk, dziennikarz (ur. 1916)
  - Richard Evan Schultes, amerykański profesor nauk przyrodniczych, muzealnik (ur. 1915)
- 2002:
  - Manuel Caballero, hiszpański artysta plastyk (ur. 1926)
  - Yūji Hyakutake, japoński astronom (ur. 1950)
  - Stanisław Tyski, polski geolog, wykładowca akademicki (ur. 1913)
- 2003:
  - Angeł Canew, bułgarski generał pułkownik, polityk (ur. 1912)
  - Little Eva, amerykańska piosenkarka (ur. 1943)
  - Abdul Majid al-Choi, iracki przywódca szyicki, ajatollah (ur. 1962)
- 2004:
  - Orazio Fumagalli, włoski rzeźbiarz (ur. 1921)
  - Bertil Göransson, szwedzki wioślarz (ur. 1919)
  - Jacek Kaczmarski, polski bard, poeta, kompozytor (ur. 1957)
  - Ben Pimlott, brytyjski historyk (ur. 1945)
  - Roland Rainer, austriacki architekt (ur. 1910)
  - Abraham Spiegel, amerykański filantrop pochodzenia żydowskiego (ur. 1906)
- 2005:
  - Horacio Casarín, meksykański piłkarz, trener (ur. 1918)
  - Mieczysław Jankowski, polski tancerz (ur. 1917)
- 2007:
  - Maria Anto, polska malarka (ur. 1936)
  - Jerzy Miller, polski pisarz, autor tekstów piosenek (ur. 1923)
- 2008 – Ernesto Corripio y Ahumada, meksykański duchowny katolicki, arcybiskup miasta Meksyk, kardynał (ur. 1919)
- 2009:
  - Tadeusz Tuczapski, polski generał broni, członek WRON (ur. 1922)
  - Józef Zbiróg, polski aktor (ur. 1930)
- 2010:
  - Czesław Berenda, polski dziennikarz, twórca Telegazety (ur. 1931)
  - Dixie Carter, amerykańska aktorka (ur. 1939)
  - Arthur Mercante, amerykański sędzia bokserski (ur. 1920)
  - Tomasz Tatarczyk, polski malarz (ur. 1947)
  - Ofiary katastrofy polskiego Tu-154 w Smoleńsku:
  - 1. Lech Kaczyński, prezydent RP (ur. 1949)
  - 2. Maria Kaczyńska, małżonka prezydenta RP (ur. 1942)
  - 3. Ryszard Kaczorowski, b. prezydent RP na uchodźstwie (ur. 1919)
  - 4. Joanna Agacka-Indecka, przewodnicząca Naczelnej Rady Adwokackiej (ur. 1964)
  - 5. Ewa Bąkowska, przedstawicielka Rodzin Katyńskich, wnuczka gen. bryg. Mieczysława Smorawińskiego (ur. 1962)
  - 6. gen. broni Andrzej Błasik, dowódca Sił Powietrznych RP (ur. 1962)
  - 7. Krystyna Bochenek, wicemarszałek Senatu RP (ur. 1953)
  - 8. Anna Maria Borowska, przedstawicielka Rodzin Katyńskich i innych organizacji (ur. 1928)
  - 9. Bartosz Borowski, przedstawiciel Rodzin Katyńskich, wnuk Anny (ur. 1978)
  - 10. gen. dyw. Tadeusz Buk, dowódca Wojsk Lądowych RP (ur. 1960)
  - 11. gen. bryg. abp Miron Chodakowski, prawosławny ordynariusz Wojska Polskiego (ur. 1957)
  - 12. Czesław Cywiński, przewodniczący Światowego Związku Żołnierzy AK (ur. 1926)
  - 13. Leszek Deptuła, przedstawiciel Parlamentu RP (poseł) (ur. 1953)
  - 14. ppłk Zbigniew Dębski, osoba towarzysząca (ur. 1922)
  - 15. Grzegorz Dolniak, przedstawiciel Parlamentu RP (poseł) (ur. 1960)
  - 16. Katarzyna Doraczyńska, osoba towarzysząca (ur. 1978)
  - 17. Edward Duchnowski, sekretarz generalny Związku Sybiraków (ur. 1930)
  - 18. Aleksander Fedorowicz, tłumacz języka rosyjskiego (ur. 1971)
  - 19. Janina Fetlińska, przedstawiciel Parlamentu RP (senator) (ur. 1952)
  - 20. ppłk Jarosław Florczak, funkcjonariusz Biura Ochrony Rządu (ur. 1969)
  - 21. st. chor. Artur Francuz, funkcjonariusz Biura Ochrony Rządu (ur. 1971)
  - 22. gen. Franciszek Gągor, szef Sztabu Generalnego Wojska Polskiego (ur. 1951)
  - 23. Grażyna Gęsicka, przedstawiciel Parlamentu RP (poseł) (ur. 1951)
  - 24. gen. bryg. Kazimierz Gilarski, dowódca Garnizonu Warszawa (ur. 1955)
  - 25. Przemysław Gosiewski, przedstawiciel Parlamentu RP (poseł) (ur. 1964)
  - 26. ks. prałat Bronisław Gostomski, (ur. 1948)
  - 27. Mariusz Handzlik, podsekretarz stanu w Kancelarii Prezydenta RP (ur. 1965)
  - 28. ks. prał. Roman Indrzejczyk, kapelan Prezydenta RP (ur. 1931)
  - 29. por. Paweł Janeczek, funkcjonariusz Biura Ochrony Rządu (ur. 1973)
  - 30. Dariusz Jankowski, biuro obsługi Kancelarii Prezydenta RP (ur. 1955)
  - 31. Izabela Jaruga-Nowacka, przedstawiciel Parlamentu RP (poseł) (ur. 1950)
  - 32. o. Józef Joniec, prezes stowarzyszenia „Parafiada” (ur. 1959)
  - 33. Sebastian Karpiniuk, przedstawiciel Parlamentu RP (poseł) (ur. 1972)
  - 34. wiceadm. Andrzej Karweta, dowódca Marynarki Wojennej RP (ur. 1958)
  - 35. Mariusz Kazana, dyrektor protokołu dyplomatycznego Ministerstwa Spraw Zagranicznych (ur. 1960)
  - 36. Janusz Kochanowski, Rzecznik Praw Obywatelskich (ur. 1940)
  - 37. gen. bryg. Stanisław Komornicki, przedstawiciel Kapituły Orderu Virtuti Militari (ur. 1924)
  - 38. Stanisław Jerzy Komorowski, podsekretarz stanu w Ministerstwie Obrony Narodowej (ur. 1953)
  - 39. chor. Paweł Krajewski, funkcjonariusz Biura Ochrony Rządu (ur. 1975)
  - 40. Andrzej Kremer, podsekretarz stanu w Ministerstwie Spraw Zagranicznych (ur. 1961)
  - 41. ks. Zdzisław Król, kapelan Warszawskiej Rodziny Katyńskiej 1987-2007 (ur. 1935)
  - 42. Janusz Krupski, kierownik Urzędu do Spraw Kombatantów i Osób Represjonowanych (ur. 1951)
  - 43. Janusz Kurtyka, prezes Instytutu Pamięci Narodowej (ur. 1960)
  - 44. ks. Andrzej Kwaśnik, kapelan Federacji Rodzin Katyńskich (ur. 1956)
  - 45. gen. broni Bronisław Kwiatkowski, dowódca operacyjny Sił Zbrojnych RP (ur. 1950)
  - 46. płk dr hab. Wojciech Lubiński, lekarz prezydenta RP (ur. 1969)
  - 47. Tadeusz Lutoborski, przedstawiciel Rodzin Katyńskich i innych organizacji (ur. 1926)
  - 48. Barbara Mamińska, dyrektor w Kancelarii Prezydenta RP (ur. 1957)
  - 49. Zenona Mamontowicz-Łojek, przedstawicielka Rodzin Katyńskich i innych organizacji (ur. 1937)
  - 50. Stefan Melak, prezes Komitetu Katyńskiego (ur. 1946)
  - 51. Tomasz Merta, podsekretarz stanu w Ministerstwie Kultury i Dziedzictwa Narodowego (ur. 1965)
  - 52. Stanisław Mikke, wiceprzewodniczący Rady Ochrony Pamięci Walk i Męczeństwa (ur. 1947)
  - 53. Aleksandra Natalli-Świat, przedstawiciel Parlamentu RP (poseł) (ur. 1959)
  - 54. Janina Natusiewicz-Mirer, osoba towarzysząca (ur. 1940)
  - 55. ppor. Piotr Nosek, funkcjonariusz Biura Ochrony Rządu (ur. 1975)
  - 56. Piotr Nurowski, Prezes Polskiego Komitetu Olimpijskiego (ur. 1945)
  - 57. Bronisława Orawiec-Löffler, przedstawicielka Rodzin Katyńskich i innych organizacji (ur. 1929)
  - 58. ks. ppłk Jan Osiński, wicekanclerz Kurii Polowej Wojska Polskiego (ur. 1975)
  - 59. ks. płk Adam Pilch, Ewangelickie Duszpasterstwo Polowe (ur. 1965)
  - 60. Katarzyna Piskorska, polska artystka rzeźbiarka i medalierka, przedstawicielka Rodzin Katyńskich (ur. 1937)
  - 61. Maciej Płażyński, prezes stowarzyszenia „Wspólnota Polska”, przedstawiciel Parlamentu RP (poseł) (ur. 1958)
  - 62. gen. dyw. bp Tadeusz Płoski, ordynariusz polowy Wojska Polskiego (ur. 1956)
  - 63. gen. dyw. Włodzimierz Potasiński, dowódca Wojsk Specjalnych RP (ur. 1956)
  - 64. Andrzej Przewoźnik, Sekretarz Rady Ochrony Pamięci Walk i Męczeństwa (ur. 1963)
  - 65. Krzysztof Putra, wicemarszałek Sejmu RP (ur. 1957)
  - 66. ks. prof. Ryszard Rumianek, rektor Uniwersytetu Kardynała Stefana Wyszyńskiego (ur. 1947)
  - 67. Arkadiusz Rybicki, przedstawiciel Parlamentu RP (poseł) (ur. 1953)
  - 68. Andrzej Sariusz-Skąpski, prezes Federacji Rodzin Katyńskich (ur. 1937)
  - 69. Wojciech Seweryn, przedstawiciel Rodzin Katyńskich i innych organizacji (ur. 1939)
  - 70. Sławomir Skrzypek, prezes Narodowego Banku Polskiego (ur. 1963)
  - 71. Leszek Solski, przedstawiciel Rodzin Katyńskich i innych organizacji (ur. 1935)
  - 72. Władysław Stasiak, szef Kancelarii Prezydenta RP (ur. 1966)
  - 73. chor. Jacek Surówka, funkcjonariusz Biura Ochrony Rządu (ur. 1974)
  - 74. Aleksander Szczygło, szef Biura Bezpieczeństwa Narodowego (ur. 1963)
  - 75. Jerzy Szmajdziński, wicemarszałek Sejmu RP (ur. 1952)
  - 76. Jolanta Szymanek-Deresz, przedstawiciel Parlamentu RP (poseł) (ur. 1954)
  - 77. Izabela Tomaszewska, dyrektor Zespołu Protokolarnego Prezydenta (ur. 1955)
  - 78. chor. Marek Uleryk, funkcjonariusz Biura Ochrony Rządu (ur. 1975)
  - 79. Anna Walentynowicz, działaczka Wolnych Związków Zawodowych (ur. 1929)
  - 80. Teresa Walewska-Przyjałkowska, przedstawicielka Rodzin Katyńskich, przewodnicząca Fundacji „Golgota Wschodu” (ur. 1939)
  - 81. Zbigniew Wassermann, przedstawiciel Parlamentu RP (poseł) (ur. 1949)
  - 82. Wiesław Woda, przedstawiciel Parlamentu RP (poseł) (ur. 1946)
  - 83. Edward Wojtas, przedstawiciel Parlamentu RP (poseł) (ur. 1955)
  - 84. Paweł Wypych, sekretarz stanu w Kancelarii Prezydenta RP (ur. 1968)
  - 85. Stanisław Zając, przedstawiciel Parlamentu RP (senator) (ur. 1949)
  - 86. Janusz Zakrzeński, polski aktor (ur. 1936)
  - 87. Gabriela Zych, przedstawicielka Rodzin Katyńskich i innych organizacji (ur. 1941)
  - 88. kpt. Dariusz Michałowski, funkcjonariusz Biura Ochrony Rządu (ur. 1975)
  - 89. mł. chor. Agnieszka Pogródka-Węcławek, funkcjonariusz Biura Ochrony Rządu (ur. 1975)
  - 90. kpt pilot Arkadiusz Protasiuk, członek załogi (ur. 1974)
  - 91. mjr pilot Robert Grzywna, członek załogi (ur. 1974)
  - 92. por. pilot Artur Ziętek, członek załogi (ur. 1978)
  - 93. chor. Andrzej Michalak, członek załogi (ur. 1973)
  - 94. Barbara Maciejczyk, stewardesa (ur. 1981)
  - 95. Natalia Januszko, stewardesa (ur. 1987)
  - 96. Justyna Moniuszko, stewardesa (ur. 1985)[4]
- 2011 – Eugeniusz Get-Stankiewicz, polski rzeźbiarz, grafik (ur. 1942)
- 2012:
  - Luis Aponte Martínez, portorykański duchowny katolicki, arcybiskup San Juan, kardynał (ur. 1922)
  - Raymond Aubrac, francuski pilot wojskowy, jeden z przywódców francuskiego ruchu oporu (ur. 1914)
  - Bogdan Broda, polski zapaśnik, działacz sportowy, przedsiębiorca (ur. 1939)
  - Jerzy Liśniewicz, polski architekt (ur. 1919)
  - Bill Stone, nowozelandzki inżynier w zespołach Formuły 1 (ur. 1939)
- 2013:
  - Lorenzo Antonetti, włoski kardynał (ur. 1922)
  - Raymond Boudon, francuski socjolog, wykładowca akademicki (ur. 1934)
  - Robert Edwards, brytyjski fizjolog, laureat Nagrody Nobla (ur. 1925)
  - Achsarbek Gałazow, osetyjski polityk, prezydent Osetii Północnej (ur. 1929)
  - Jan Jaworowski, polsko-amerykański matematyk, wykładowca akademicki (ur. 1928)
  - Bernhard Rieger, niemiecki duchowny katolicki, biskup Rottenburga i Stuttgartu (ur. 1922)
  - Gordon Thomas, brytyjski kolarz szosowy (ur. 1921)
- 2014:
  - Dominique Baudis, francuski dziennikarz, polityk, samorządowiec, eurodeputowany, mer Tuluzy (ur. 1947)
  - László Felkai, węgierski piłkarz wodny (ur. 1941)
  - Wojciech Fijałkowski, polski historyk sztuki, varsavianista (ur. 1927)
  - Jim Flaherty, kanadyjski polityk, minister finansów (ur. 1949)
  - Ján Hirka, słowacki duchowny katolicki, biskup, ordynariusz preszowskiej eparchii greckokatolickiej (ur. 1923)
  - Richard Hoggart, brytyjski literaturoznawca, kulturoznawca, socjolog, wykładowca akademicki (ur. 1918)
  - Sue Townsend, brytyjska pisarka (ur. 1946)
- 2015:
  - Andrzej Ajnenkiel, polski historyk, wykładowca akademicki (ur. 1931)
  - Richie Benaud, australijski krykiecista (ur. 1930)
  - Raúl Héctor Castro, amerykański polityk (ur. 1916)
  - Aleksandra Łuszczyńska, polska farmaceutka, polityk, poseł na Sejm RP (ur. 1943)
  - Judith Malina, amerykańska aktorka, reżyserka, pisarka pochodzenia żydowskiego (ur. 1926)
  - Rose Francine Rogombé, gabońska polityk (ur. 1942)
- 2016:
  - Juliusz Łukasiewicz, polski historyk dziejów gospodarczych, wykładowca akademicki (ur. 1923)
  - Thomas Mensah, ghański duchowny katolicki, biskup Obuasi, arcybiskup Kumasi (ur. 1935)
  - Henryk Średnicki, polski bokser (ur. 1955)
- 2017:
  - Mirosława Bobrowska, polska nauczycielka, folklorystka, etnochoreografka (ur. 1932)
  - Linda Hopkins, amerykańska aktorka, wokalistka gospel (ur. 1924)
- 2018:
  - Islam Dizdari, albański albanista, wykładowca akademicki, publicysta (ur. 1934)
  - Ryszard Dziadek, polski piłkarz (ur. 1950)
  - Andrzej Krajewski, polski malarz, grafik, plakacista (ur. 1933)
- 2019:
  - Zygmunt Janota, polski plastyk, architekt wnętrz, konserwator zabytków (ur. 1929)
  - Henryk Pietraszkiewicz, polski kontradmirał (ur. 1923)
- 2020:
  - Bronisław Borowski, polski szermierz, trener (ur. 1935)
  - Nicholas Marcus Fernando, lankijski duchowny katolicki, arcybiskup Kolombo (ur. 1932)
  - Frits Flinkevleugel, holenderski piłkarz (ur. 1939)
  - Marianne Lundquist, szwedzka pływaczka (ur. 1931)
  - Enrique Múgica, hiszpański prawnik, polityk, minister sprawiedliwości, rzecznik praw obywatelskich (ur. 1932)
  - Stanisław Murzański, polski malarz, prozaik, publicysta, żołnierz konspiracji (ur. 1923)
  - Nobuhiko Obayashi, japoński reżyser, scenarzysta i montażysta filmowy i telewizyjny (ur. 1938)
  - Ken Walibora, kenijski pisarz, dziennikarz telewizyjny, tłumacz, wykładowca akademicki (ur. 1964)
- 2021:
  - Félix del Blanco Prieto, hiszpański duchowny katolicki, arcybiskup, nuncjusz apostolski, jałmużnik papieski (ur. 1937)
  - Edward Cassidy, australijski kardynał, nuncjusz apostolski, wysoki urzędnik Kurii Rzymskiej (ur. 1924)
  - Fred Erdman, belgijski prawnik, samorządowiec, polityk (ur. 1933)
  - José Ramón Villar, hiszpański duchowny katolicki, prałat Opus Dei, teolog, publicysta (ur. 1958)
- 2022:
  - Eya Guezguez, tunezyjska żeglarka sportowa  (ur. 2005)
  - Henryk Ratyna, polski działacz podziemia niepodległościowego (ur. 1926)
  - Estela Rodríguez, kubańska judoczka (ur. 1967)
- 2023:
  - Andrzej Bławdzin, polski kolarz szosowy (ur. 1938)
  - Jan Sziling, polski historyk, wykładowca akademicki (ur. 1939)
- 2024:
  - Wasilij Fomin, rosyjski zapaśnik (ur. 1957)
  - O.J. Simpson, amerykański futbolista, aktor, przestępca (ur. 1947)
- 2025:
  - Leo Beenhakker, holenderski piłkarz, trener (ur. 1942)
  - René Dupont, francuski duchowny katolicki, biskup Andong (ur. 1929)
  - Arne Hamarsland, norweski lekkoatleta, średniodystansowiec (ur. 1933)
  - Ołeksandr Kosewycz, ukraiński piłkarz, trener (ur. 1965)
  - Ted Kotcheff, kanadyjski reżyser i producent filmowy (ur. 1931)
  - Joseph Mewis, belgijski zapaśnik (ur. 1931)
  - Titiek Puspa, indonezyjska aktorka, piosenkarka (ur. 1937)